# Сельсоветы, поссоветы и горсоветы Татарстана
Сельсоветы — административно-территориальные единицы в составе районов и в подчинении некоторых городов областного значения Татарстана, существовавшие до 2005 года, а также объекты статистического учёта, выделявшиеся в ОКАТО до 2011 года.
До второй половины 1990-х выделялись также поссоветы и горсоветы.

## История
Сельсоветы, поссоветы и горсоветы на территории современного Татарстана, как и по всей РСФСР в рамках СССР, в основном стали создаваться с 1920-х годов.
10 ноября 1983 года было принято Постановление Президиума Верховного Совета Татарской АССР «О порядке решения вопросов административно территориального устройства Татарской АССР», действовавшее до 2006 года, в котором в числе объектов административно-территориального устройства упоминались сельсоветы.
С распадом СССР в Татарстане сельсоветы сохранялись до первой половины 2000-х, до второй половины 1990-х использовались также и поссоветы и горсоветы. Советы являлись как административно-территориальными единицами, так и муниципальными образованиями, сосуществовали определения советы и комитеты местного самоуправления, а также просто местное самоуправление.
Образование сельсоветов шло в 1990-х и до 2005 года, до момента местного самоуправления и сопутствовавшей административной.
15 сентября 2004 года город Казань был наделён статусом городского округа.
Остальные муниципальные образования были образованы соответствующими законами от 21 января 2005 года.
Законами от 2 апреля 2005 года № 61-ЗРТ и 62-ЗРТ были упразднены внутригородские муниципальные образования Нурлата и Казани, в том числе соответствовавшее Большедербышкинскому сельсовету муниципальное образование Большие Дербышки.
7 декабря 2005 года вышел Закон № 116-ЗРТ «Об административно-территориальном устройстве Республики Татарстан», согласно которому сельсоветы как объекты административно-территориального устройства были упразднены. На момент упразднения насчитывалось 917 сельсоветов, 1 в подчинении города Казани, остальные в составе районов.
Как объекты статистического учёта ОКАТО сельсоветы просуществовали до 2011 года, изменения в территориальном составе сельсоветов соответственно преобразованиям муниципальных образований не отражались.

## Список
Сокращения
г — город
пгт — посёлок городского типа
с.н.п. — сельский населённый пункт
д. — деревня
п. — посёлок
с. — село
ГП — городское поселение
СП — сельское поселение
МР — муниципальный район
ГО — городской округ

### Сельсоветы Татарстана
| №   | Сельсовет                 | Район             | Соответствие на уровне муниципального устройства (до 1.10.2011)         |
| --- | ------------------------- | ----------------- | ----------------------------------------------------------------------- |
| 1   | Абалачевский              | Менделеевский     | Абалачевское СП Менделеевского МР                                       |
| 2   | Абдинский                 | Тюлячинский       | Абдинское СП Тюлячинского МР                                            |
| 3   | Абдрахмановский           | Альметьевский     | Абдрахмановское СП Альметьевского МР                                    |
| 4   | Абсалямовский             | Ютазинский        | Абсалямовское СП Ютазинского МР                                         |
| 5   | Агерзинский               | Азнакаевский      | Агерзинское СП Азнакаевского МР                                         |
| 6   | Аграмаковский             | Спасский          | Аграмаковское СП Спасского МР                                           |
| 7   | Адав-Тулумбаевский        | Буинский          | Адав-Тулумбаевское СП Буинского МР                                      |
| 8   | Адельшинский              | Чистопольский     | Адельшинское СП Чистопольского МР                                       |
| 9   | Азалаковский              | Сармановский      | Азалаковское СП Сармановского МР                                        |
| 10  | Азёвский                  | Агрызский         | Азёвское СП Агрызского МР                                               |
| 11  | Азеевский                 | Новошешминский    | Азеевское СП Новошешминского МР                                         |
| 12  | Азьмушкинский             | Тукаевский        | Азьмушкинское СП Тукаевского МР                                         |
| 13  | Аишевский                 | Актанышский       | Аишевское СП Актанышского МР                                            |
| 14  | Айбашский                 | Высокогорский     | Айбашское СП Высокогорского МР                                          |
| 15  | Айдаровский               | Тюлячинский       | Айдаровское СП Тюлячинского МР                                          |
| 16  | Айшинский                 | Зеленодольский    | Айшинское СП Зеленодольского МР                                         |
| 17  | Акбашский                 | Бугульминский     | Акбашское СП Бугульминского МР                                          |
| 18  | Акбашский                 | Ютазинский        | Акбашское СП Ютазинского МР                                             |
| 19  | Акбуринский               | Новошешминский    | Акбуринское СП Новошешминского МР                                       |
| 20  | Акзигитовский             | Зеленодольский    | Акзигитовское СП Зеленодольского МР                                     |
| 21  | Аккузовский               | Актанышский       | Аккузовское СП Актанышского МР                                          |
| 22  | Аксаринский               | Заинский          | Аксаринское СП Заинского МР                                             |
| 23  | Аксунский                 | Буинский          | Аксунское СП Буинского МР                                               |
| 24  | Актанышбашский            | Актанышский       | Актанышбашское СП Актанышского МР                                       |
| 25  | Актанышский               | Актанышский       | Актанышское СП Актанышского МР                                          |
| 26  | Алабердинский             | Тетюшский         | Алабердинское СП Тетюшского МР                                          |
| 27  | Алан-Бексерский           | Высокогорский     | Алан-Бексерское СП Высокогорского МР                                    |
| 28  | Аланский                  | Тюлячинский       | Аланское СП Тюлячинского МР                                             |
| 29  | Албайский                 | Мамадышский       | Албайское СП Мамадышского МР                                            |
| 30  | Алекино-Полянский         | Тетюшский         | Фёдоровское СП Тетюшского МР                                            |
| 31  | Александро-Слободский     | Заинский          | Александро-Слободское СП Заинского МР                                   |
| 32  | Александровский           | Бавлинский        | Александровское СП Бавлинского МР                                       |
| 33  | Александровский           | Лаишевский        | Александровское СП Лаишевского МР                                       |
| 34  | Александровский           | Сармановский      | Александровское СП Сармановского МР                                     |
| 35  | Алёшкин-Саплыкский        | Дрожжановский     | Алёшкин-Саплыкское СП Дрожжановского МР                                 |
| 36  | Альдермышский             | Высокогорский     | Альдермышское СП Высокогорского МР                                      |
| 37  | Алькеевский               | Азнакаевский      | Алькеевское СП Азнакаевского МР                                         |
| 38  | Альмендеровский           | Апастовский       | Альмендеровское СП Апастовского МР                                      |
| 39  | Альметьевский             | Альметьевский     | Альметьевское СП Альметьевского МР                                      |
| 40  | Альметьевский             | Елабужский        | Альметьевское СП Елабужского МР                                         |
| 41  | Альметьевский             | Сармановский      | Альметьевское СП Сармановского МР                                       |
| 42  | Альшеевский               | Буинский          | Альшеевское СП Буинского МР                                             |
| 43  | Альшиховский              | Буинский          | Альшиховское СП Буинского МР                                            |
| 44  | Амзинский                 | Нурлатский        | Амзинское СП Нурлатского МР                                             |
| 45  | Амикеевский               | Муслюмовский      | Амикеевское СП Муслюмовского МР                                         |
| 46  | Анатышский                | Рыбно-Слободский  | Анатышское СП Рыбно-Слободского МР                                      |
| 47  | Андреевский               | Нурлатский        | Андреевское СП Нурлатского МР                                           |
| 48  | Антоновский               | Спасский          | Антоновское СП Спасского МР                                             |
| 49  | Апазовский                | Арский            | Апазовское СП Арского МР                                                |
| 50  | Аппаковский               | Алькеевский       | Аппаковское СП Алькеевского МР, Новотумбинское СП Нурлатского МР        |
| 51  | Аппаковский               | Альметьевский     | Аппаковское СП Альметьевского МР                                        |
| 52  | Арташский                 | Сабинский         | Арташское СП Сабинского МР                                              |
| 53  | Архангельский             | Новошешминский    | Архангельское СП Новошешминского МР                                     |
| 54  | Асеевский                 | Азнакаевский      | Асеевское СП Азнакаевского МР                                           |
| 55  | Атабаевский               | Лаишевский        | Атабаевское СП Лаишевского МР                                           |
| 56  | Атряклинский              | Мензелинский      | Атряклинское СП Мензелинского МР                                        |
| 57  | Атясевский                | Актанышский       | Атясевское СП Актанышского МР                                           |
| 58  | Афанасовский              | Нижнекамский      | ГП город Нижнекамск, Афанасовское СП Нижнекамского МР                   |
| 59  | Ахметовский               | Нурлатский        | Ахметовское СП Нурлатского МР                                           |
| 60  | Аюский                    | Мензелинский      | Аюское СП Мензелинского МР                                              |
| 61  | Багаевский                | Кайбицкий         | Багаевское СП Кайбицкого МР                                             |
| 62  | Багряж-Никольский         | Альметьевский     | Багряж-Никольское СП Альметьевского МР                                  |
| 63  | Багряжский                | Заинский          | Багряжское СП Заинского МР                                              |
| 64  | Базарно-Матакский         | Алькеевский       | Базарно-Матакское СП Алькеевского МР                                    |
| 65  | Байлянгарский             | Кукморский        | Байлянгарское СП Кукморского МР                                         |
| 66  | Байрашевский              | Тетюшский         | Байрашевское СП Тетюшского МР                                           |
| 67  | Байряки-Тамакский         | Ютазинский        | Байряки-Тамакское СП Ютазинского МР                                     |
| 68  | Байрякинский              | Ютазинский        | Байрякинское СП Ютазинского МР                                          |
| 69  | Бакрчинский               | Тетюшский         | Бакрчинское СП Тетюшского МР                                            |
| 70  | Бакрчинский               | Апастовский       | Бакрчинское СП Апастовского МР                                          |
| 71  | Баландышский              | Тюлячинский       | Баландышское СП Тюлячинского МР                                         |
| 72  | Баланнинский              | Муслюмовский      | Баланнинское СП Муслюмовского МР                                        |
| 73  | Балтачевский              | Азнакаевский      | Балтачевское СП Азнакаевского МР                                        |
| 74  | Балтачевский              | Камско-Устьинский | Балтачевское СП Камско-Устьинского МР                                   |
| 75  | Балыклы-Чукаевский        | Рыбно-Слободский  | Балыклы-Чукаевское СП Рыбно-Слободского МР                              |
| 76  | Баюковский                | Муслюмовский      | Баюковское СП Муслюмовского МР                                          |
| 77  | Бегишевский               | Заинский          | Бегишевское СП Заинского МР                                             |
| 78  | Беденьгинский             | Тетюшский         | Беденьгинское СП Тетюшского МР                                          |
| 79  | Белкинский                | Пестречинский     | Белкинское СП Пестречинского МР                                         |
| 80  | Беловский                 | Аксубаевский      | Беловское СП Аксубаевского МР                                           |
| 81  | Берёзкинский              | Высокогорский     | Берёзкинское СП Высокогорского МР                                       |
| 82  | Березнякский              | Кукморский        | Березнякское СП Кукморского МР                                          |
| 83  | Берёзовский               | Бугульминский     | Берёзовское СП Бугульминского МР                                        |
| 84  | Беркет-Ключевский         | Черемшанский      | Беркет-Ключевское СП Черемшанского МР                                   |
| 85  | Бессоновский              | Тетюшский         | Бессоновское СП Тетюшского МР                                           |
| 86  | Бетькинский               | Тукаевский        | Бетькинское СП Тукаевского МР                                           |
| 87  | Бетьковский               | Рыбно-Слободский  | Бетьковское СП Рыбно-Слободского МР                                     |
| 88  | Бехтеревский              | Елабужский        | Бехтеревское СП Елабужского МР                                          |
| 89  | Биектауский               | Рыбно-Слободский  | Биектауское СП Рыбно-Слободского МР                                     |
| 90  | Бизякинский               | Менделеевский     | Бизякинское СП Менделеевского МР                                        |
| 91  | Бик-Утеевский             | Буинский          | Бик-Утеевское СП Буинского МР                                           |
| 92  | Бикбуловский              | Мензелинский      | Бикбуловское СП Мензелинского МР                                        |
| 93  | Биклянский                | Тукаевский        | Биклянское СП Тукаевского МР                                            |
| 94  | Биляр-Озерский            | Нурлатский        | Биляр-Озерское СП Нурлатского МР                                        |
| 95  | Билярский                 | Алексеевский      | Билярское СП Алексеевского МР                                           |
| 96  | Бимский                   | Агрызский         | Бимское СП Агрызского МР                                                |
| 97  | Бирюлинский               | Высокогорский     | Бирюлинское СП Высокогорского МР                                        |
| 98  | Бирючевский               | Азнакаевский      | Бирючевское СП Азнакаевского МР                                         |
| 99  | Бишевский                 | Апастовский       | Бишевское СП Апастовского МР                                            |
| 100 | Бишмунчинский             | Альметьевский     | Бишмунчинское СП Альметьевского МР                                      |
| 101 | Бишнинский                | Зеленодольский    | Бишнинское СП Зеленодольского МР                                        |
| 102 | Биюрганский               | Тукаевский        | Бурдинское СП Тукаевского МР                                            |
| 103 | Богдашкинский             | Нурлатский        | Богдашкинское СП Нурлатского МР                                         |
| 104 | Богдашкинский             | Тетюшский         | Богдашкинское СП Тетюшского МР                                          |
| 105 | Богородский               | Пестречинский     | Богородское СП Пестречинского МР                                        |
| 106 | Большеаксинский           | Дрожжановский     | Большеаксинское СП Дрожжановского МР                                    |
| 107 | Большеатнинский           | Атнинский         | Большеатнинское СП Атнинского МР                                        |
| 108 | Большеатрясский           | Тетюшский         | Большеатрясское СП Тетюшского МР                                        |
| 109 | Большеачасырский          | Зеленодольский    | Большеачасырское СП Зеленодольского МР                                  |
| 110 | Большебитаманский         | Высокогорский     | Большебитаманское СП Высокогорского МР                                  |
| 111 | Большеболгоярский         | Апастовский       | Большеболгоярское СП Апастовского МР                                    |
| 112 | Большебуртасский          | Камско-Устьинский | Большебуртасское СП Камско-Устьинского МР                               |
| 113 | Большеелгинский           | Рыбно-Слободский  | Большеелгинское СП Рыбно-Слободского МР                                 |
| 114 | Большееловский            | Елабужский        | Большееловское СП Елабужского МР                                        |
| 115 | Большекабанский           | Лаишевский        | Большекабанское СП Лаишевского МР                                       |
| 116 | Большекайбицкий           | Кайбицкий         | Большекайбицкое СП Кайбицкого МР                                        |
| 117 | Большекармалинский        | Камско-Устьинский | Большекармалинское СП Камско-Устьинского МР                             |
| 118 | Большекачкинский          | Елабужский        | Большекачкинское СП Елабужского МР                                      |
| 119 | Большекибячинский         | Сабинский         | Большекибячинское СП Сабинского МР                                      |
| 120 | Большеключинский          | Зеленодольский    | Большеключинское СП Зеленодольского МР                                  |
| 121 | Большекляринский          | Камско-Устьинский | Большекляринское СП Камско-Устьинского МР                               |
| 122 | Большековалинский         | Высокогорский     | Большековалинское СП Высокогорского МР                                  |
| 123 | Большекокузский           | Апастовский       | Большекокузское СП Апастовского МР                                      |
| 124 | Большекукморский          | Кукморский        | Большекукморское СП Кукморского МР                                      |
| 125 | Большекульгинский         | Рыбно-Слободский  | Большекульгинское СП Рыбно-Слободского МР                               |
| 126 | Большекургузинский        | Зеленодольский    | Большекургузинское СП Зеленодольского МР                                |
| 127 | Большемашлякский          | Рыбно-Слободский  | Большемашлякское СП Рыбно-Слободского МР                                |
| 128 | Большемеминский           | Верхнеуслонский   | Большемеминское СП Верхнеуслонского МР                                  |
| 129 | Большеменгерский          | Атнинский         | Большеменгерское СП Атнинского МР                                       |
| 130 | Большеметескинский        | Тюлячинский       | Большеметескинское СП Тюлячинского МР                                   |
| 131 | Большемешский             | Тюлячинский       | Большемешское СП Тюлячинского МР                                        |
| 132 | Большенуркеевский         | Сармановский      | Большенуркеевское СП Сармановского МР                                   |
| 133 | Большенырсинский          | Тюлячинский       | Большенырсинское СП Тюлячинского МР                                     |
| 134 | Большеныртинский          | Сабинский         | Большеныртинское СП Сабинского МР                                       |
| 135 | Большеошнякский           | Рыбно-Слободский  | Большеошнякское СП Рыбно-Слободского МР                                 |
| 136 | Большеподберезинский      | Кайбицкий         | Большеподберезинское СП Кайбицкого МР                                   |
| 137 | Большеполянский           | Алексеевский      | Большеполянское СП Алексеевского МР                                     |
| 138 | Большерусаковский         | Кайбицкий         | Большерусаковское СП Кайбицкого МР                                      |
| 139 | Большесалтанский          | Рыбно-Слободский  | Большесалтанское СП Рыбно-Слободского МР                                |
| 140 | Большесалтыковский        | Камско-Устьинский | Большесалтыковское СП Камско-Устьинского МР                             |
| 141 | Большесардекский          | Кукморский        | Большесардекское СП Кукморского МР                                      |
| 142 | Большетарханский          | Тетюшский         | Большетарханское СП Тетюшского МР                                       |
| 143 | Большетиганский           | Алексеевский      | Большетиганское СП Алексеевского МР                                     |
| 144 | Большетолкишский          | Чистопольский     | Большетолкишское СП Чистопольского МР                                   |
| 145 | Большетурминский          | Тетюшский         | Большетурминское СП Тетюшского МР                                       |
| 146 | Большефедоровский         | Бугульминский     | Большефедоровское СП Бугульминского МР                                  |
| 147 | Большефроловский          | Буинский          | Большефроловское СП Буинского МР                                        |
| 148 | Большеходяшевский         | Зеленодольский    | Большеходяшевское СП Зеленодольского МР                                 |
| 149 | Большецильнинский         | Дрожжановский     | Большецильнинское СП Дрожжановского МР                                  |
| 150 | Большечекмакский          | Муслюмовский      | Большечекмакское СП Муслюмовского МР                                    |
| 151 | Большешемякинский         | Тетюшский         | Большешемякинское СПТетюшского МР                                       |
| 152 | Большешинарский           | Сабинский         | Большешинарское СП Сабинского МР                                        |
| 153 | Большеширданский          | Зеленодольский    | Большеширданское СП Зеленодольского МР                                  |
| 154 | Большешурнякский          | Елабужский        | Большешурнякское СП Елабужского МР                                      |
| 155 | Большеякинский            | Зеленодольский    | Большеякинское СП Зеленодольского МР                                    |
| 156 | Борискинский              | Алькеевский       | Борискинское СП Алькеевского МР                                         |
| 157 | Борискинский              | Альметьевский     | Борискинское СП Альметьевского МР                                       |
| 158 | Брюшлинский               | Менделеевский     | Брюшлинское СП Менделеевского МР                                        |
| 159 | Булдырский                | Чистопольский     | ГП город Чистополь, Булдырское СП Чистопольского МР                     |
| 160 | Булым-Булыхчинский        | Апастовский       | Булым-Булыхчинское СП Апастовского МР                                   |
| 161 | Бураковский               | Спасский          | Бураковское СП Спасского МР                                             |
| 162 | Бурбашский                | Балтасинский      | Бурбашское СП Балтасинского МР                                          |
| 163 | Бурдинский                | Тукаевский        | Биюрганское СП Тукаевского МР                                           |
| 164 | Буревестниковский         | Новошешминский    | Буревестниковское СП Новошешминского МР                                 |
| 165 | Бурметьевский             | Нурлатский        | Бурметьевское СП Нурлатского МР                                         |
| 166 | Бурнакский                | Балтасинский      | Бурнакское СП Балтасинского МР                                          |
| 167 | Бурнашевский              | Верхнеуслонский   | Бурнашевское СП Верхнеуслонского МР                                     |
| 168 | Бурундуковский            | Кайбицкий         | Бурундуковское СП Кайбицкого МР                                         |
| 169 | Бутинский                 | Альметьевский     | Бутинское СП Альметьевского МР                                          |
| 170 | Бутлеровский              | Алексеевский      | Бутлеровское СП Алексеевского МР                                        |
| 171 | Бухарайский               | Заинский          | Бухарайское СП Заинского МР                                             |
| 172 | Бюрганский                | Буинский          | Бюрганское СП Буинского МР                                              |
| 173 | Важашурский               | Кукморский        | Важашурское СП Кукморского МР                                           |
| 174 | Варваринский              | Камско-Устьинский | Варваринское СП Камско-Устьинского МР                                   |
| 175 | Варяш-Башский             | Муслюмовский      | Варяш-Башское СП Муслюмовского МР                                       |
| 176 | Васильевский              | Альметьевский     | Васильевское СП Альметьевского МР                                       |
| 177 | Вахитовский               | Азнакаевский      | Вахитовское СП Азнакаевского МР                                         |
| 178 | Вахитовский               | Верхнеуслонский   | Вахитовское СП Верхнеуслонского МР                                      |
| 179 | Введенско-Слободский      | Верхнеуслонский   | Введенско-Слободское СП Верхнеуслонского МР                             |
| 180 | Венетинский               | Арский            | Старочурилинское СП Арского МР                                          |
| 181 | Верхне-Чершилинский       | Сармановский      | Верхне-Чершилинское СП Сармановского МР                                 |
| 182 | Верхнеакташский           | Альметьевский     | Верхнеакташское СП Альметьевского МР                                    |
| 183 | Верхнеаткозинский         | Апастовский       | Верхнеаткозинское СП Апастовского МР                                    |
| 184 | Верхнеиндырчинский        | Апастовский       | Верхнеиндырчинское СП Апастовского МР                                   |
| 185 | Верхнекаменский           | Черемшанский      | Верхнекаменское СП Черемшанского МР                                     |
| 186 | Верхнекибякозинский       | Тюлячинский       | Верхнекибякозинское СП Тюлячинского МР                                  |
| 187 | Верхнеколчуринский        | Алькеевский       | Верхнеколчуринское СП Алькеевского МР                                   |
| 188 | Верхнекондратинский       | Чистопольский     | Верхнекондратинское СП Чистопольского МР                                |
| 189 | Верхнелащинский           | Буинский          | Верхнелащинское СП Буинского МР                                         |
| 190 | Верхнемактаминский        | Альметьевский     | Верхнемактаминское СП Альметьевского МР                                 |
| 191 | Верхненалимский           | Заинский          | Верхненалимское СП Заинского МР                                         |
| 192 | Верхнеошминский           | Мамадышский       | Верхнеошминское СП Мамадышского МР                                      |
| 193 | Верхнепинячинский         | Заинский          | Верхнепинячинское СП Заинского МР                                       |
| 194 | Верхнесердинский          | Атнинский         | Верхнесердинское СП Атнинского МР                                       |
| 195 | Верхнесиметский           | Сабинский         | Верхнесиметское СП Сабинского МР                                        |
| 196 | Верхнестярлинский         | Азнакаевский      | Верхнестярлинское СП Азнакаевского МР                                   |
| 197 | Верхнесубашский           | Балтасинский      | Верхнесубашское Балтасинского МР                                        |
| 198 | Верхнетакерменский        | Мензелинский      | Верхнетакерменское Мензелинского МР                                     |
| 199 | Верхнеуслонский           | Верхнеуслонский   | Верхнеуслонское СП Верхнеуслонского МР                                  |
| 200 | Верхнешипкинский          | Заинский          | Верхнешипкинское СП Заинского МР                                        |
| 201 | Верхнеяхшеевский          | Актанышский       | Верхнеяхшеевское СП Актанышского МР                                     |
| 202 | Вожжинский                | Тетюшский         | Сюндюковское СП Тетюшского МР                                           |
| 203 | Войкинский                | Алексеевский      | Войкинское СП Алексеевского МР                                          |
| 204 | Восточный                 | Бугульминский     | Восточное СП Бугульминского МР                                          |
| 205 | Высокогорский             | Высокогорский     | Высокогорское СП Высокогорского МР                                      |
| 206 | Вязовский                 | Бугульминский     | Вязовское СП Бугульминского МР                                          |
| 207 | Габишевский               | Лаишевский        | Габишевское СП Лаишевского МР                                           |
| 208 | Гайтанкинский             | Нурлатский        | Гайтанскинское СП Нурлатского МР                                        |
| 209 | Глазовский                | Лениногорский     | Глазовское СП Лениногорского МР                                         |
| 210 | Городищенский             | Дрожжановский     | Городищенское СП Дрожжановского МР                                      |
| 211 | Гулькинский               | Заинский          | Гулькинское СП Заинского МР                                             |
| 212 | Данауровский              | Чистопольский     | Данауровское СП Чистопольского МР                                       |
| 213 | Дачный                    | Высокогорский     | Дачное СП Высокогорского МР                                             |
| 214 | Девятернинский            | Агрызский         | Девятернинское СП Агрызского МР                                         |
| 215 | Державинский              | Лаишевский        | Державинское СП Лаишевского МР                                          |
| 216 | Деушевский                | Апастовский       | Деушевское СП Апастовского МР                                           |
| 217 | Дигитлинский              | Мамадышский       | Дигитлинское СП Мамадышского МР                                         |
| 218 | Дубъязский                | Высокогорский     | Дубъязское СП Высокогорского МР                                         |
| 219 | Дуртмунчинский            | Заинский          | Дуртмунчинское СП Заинского МР                                          |
| 220 | Дым-Тамакский             | Ютазинский        | Дым-Тамакское СП Ютазинского МР                                         |
| 221 | Дюсьметьевский            | Мамадышский       | Дюсьметьевское СП Мамадышского МР                                       |
| 222 | Евлаштауский              | Сабинский         | Евлаштауское СП Сабинского МР                                           |
| 223 | Егоркинский               | Нурлатский        | Егоркинское СП Нурлатского МР                                           |
| 224 | Егорьевский               | Лаишевский        | Егорьевское СП Лаишевского МР                                           |
| 225 | Екатерининский            | Новошешминский    | Екатерининское СП Новошешминского МР                                    |
| 226 | Екатериновский            | Пестречинский     | Екатериновское СП Пестречинского МР                                     |
| 227 | Елантовский               | Нижнекамский      | Елантовское СП Нижнекамского МР                                         |
| 228 | Елаурский                 | Нурлатский        | Елаурское СП Нурлатского МР                                             |
| 229 | Елховский                 | Альметьевский     | Елховское СП Альметьевского МР                                          |
| 230 | Емелькинский              | Аксубаевский      | Емелькинское СП Аксубаевского МР                                        |
| 231 | Енабердинский             | Менделеевский     | Енабердинское СП Менделеевского МР                                      |
| 232 | Ерсубайкинский            | Альметьевский     | Ерсубайкинское СП Альметьевского МР                                     |
| 233 | Ерыклинский               | Алексеевский      | Ерыклинкое СП Алексеевского МР                                          |
| 234 | Жуковский                 | Тетюшский         | Жуковское СП Тетюшского МР                                              |
| 235 | Зай-Каратайский           | Лениногорский     | Зай-Каратайское СП Лениногорского МР                                    |
| 236 | Зареченский               | Нурлатский        | Зареченское СП Нурлатского МР                                           |
| 237 | Званковский               | Пестречинский     | Кощаковское СП Пестречинского МР                                        |
| 238 | Звездинский               | Дрожжановский     | Звездинское СП Дрожжановского МР                                        |
| 239 | Зеленорощинский           | Бугульминский     | Зеленорощинское СП Бугульминского МР                                    |
| 240 | Зеленорощинский           | Лениногорский     | Зеленорощинское СП Лениногорского МР                                    |
| 241 | Зиреклинский              | Новошешминский    | Зиреклинское СП Новошешминского МР                                      |
| 242 | Ивановский                | Лениногорский     | Ивановское СП Лениногорского МР                                         |
| 243 | Ивановский                | Тетюшский         | Ивановское СП Тетюшского МР                                             |
| 244 | Ивашкинский               | Черемшанский      | Ивашкинское СП Черемшанского МР                                         |
| 245 | Иж-Бобьинский             | Агрызский         | Иж-Бобьинское СП Агрызского МР                                          |
| 246 | Иж-Борискинский           | Спасский          | Иж-Борискинское СП Спасского МР                                         |
| 247 | Ижевский                  | Менделеевский     | Ижевское СП Менделеевского МР                                           |
| 248 | Измерский                 | Спасский          | Измерское СП Спасского МР                                               |
| 249 | Изминский                 | Сабинский         | Изминское, Шеморданское СП Сабинского МР                                |
| 250 | Ильбяковский              | Азнакаевский      | Ильбяковское СП Азнакаевского МР                                        |
| 251 | Иляксазский               | Сармановский      | Иляксазское СП Сармановского МР                                         |
| 252 | имени Воровского          | Мензелинский      | СП имени Воровского Мензелинского МР                                    |
| 253 | Иркеняшский               | Мензелинский      | Иркеняшское СП Мензелинского МР                                         |
| 254 | Исаковский                | Буинский          | Исаковское СП Буинского МР                                              |
| 255 | Исансуповский             | Муслюмовский      | Исансуповское СП Муслюмовского МР                                       |
| 256 | Исенбаевский              | Агрызский         | Исенбаевское СП Агрызского МР                                           |
| 257 | Исергаповский             | Бавлинский        | Исергаповское СП Бавлинского МР                                         |
| 258 | Иске-Казанский            | Высокогорский     | Иске-Казанское СП Высокогорского МР                                     |
| 259 | Иске-Рязапский            | Спасский          | Иске-Рязапское СП Спасского МР                                          |
| 260 | Исляйкинский              | Чистопольский     | Исляйкинское СП Чистопольского МР                                       |
| 261 | Ишеевский                 | Апастовский       | Ишеевское СП Апастовского МР                                            |
| 262 | Ишкеевский                | Мамадышский       | Ишкеевское СП Мамадышского МР                                           |
| 263 | Иштеряковский             | Тукаевский        | Иштеряковское СП Тукаевского МР                                         |
| 264 | Иштуганский               | Сабинский         | Иштуганское СП Сабинского МР                                            |
| 265 | Кавзияковский             | Сармановский      | Кавзияковское СП Сармановского МР                                       |
| 266 | Кадряковский              | Агрызский         | Кадряковское СП Агрызского МР                                           |
| 267 | Кадряковский              | Мензелинский      | Кадряковское СП Мензелинского МР                                        |
| 268 | Кадыбашский               | Агрызский         | Кадыбашское СП Агрызского МР                                            |
| 269 | Кадыровский               | Заинский          | Кадыровское СП Заинского МР                                             |
| 270 | Каенлинский               | Нижнекамский      | Каенлинское СП Нижнекамского МР                                         |
| 271 | Каенсарский               | Кукморский        | Каенсарское СП Кукморского МР                                           |
| 272 | Казакларский              | Высокогорский     | Казакларское СП Высокогорского МР                                       |
| 273 | Казанбашский              | Арский            | Урнякское СП Арского МР                                                 |
| 274 | Казкеевский               | Актанышский       | Казкеевское СП Актанышского МР                                          |
| 275 | Кайбицкий                 | Буинский          | Кайбицкое СП Буинского МР                                               |
| 276 | Какре-Елгинский           | Азнакаевский      | Какре-Елгинское СП Азнакаевского МР                                     |
| 277 | Калейкинский              | Альметьевский     | Калейкинское СП Альметьевского МР                                       |
| 278 | Калмашский                | Тукаевский        | Калмашское СП Тукаевского МР                                            |
| 279 | Калмиинский               | Тукаевский        | Калмиинское СП Тукаевского МР                                           |
| 280 | Кара-Исмагиловский        | Альметьевский     | Кама-Исмагиловское СП Альметьевского МР                                 |
| 281 | Камаевский                | Менделеевский     | Камаевское СП Менделеевского МР                                         |
| 282 | Канашский                 | Верхнеуслонский   | Канашское СП Верхнеуслонского МР                                        |
| 283 | Карадуванский             | Балтасинский      | Карадуванское СП Балтасинского МР                                       |
| 284 | Караишевский              | Лаишевский        | Нармонское СП Лаишевского МР                                            |
| 285 | Каракашлинский            | Ютазинский        | Каракашлинское СП Ютазинского МР                                        |
| 286 | Карамалинский             | Азнакаевский      | Карамалинское СП Азнакаевского МР                                       |
| 287 | Карамышевский             | Черемшанский      | Карамышевское СП Черемшанского МР                                       |
| 288 | Карасинский               | Аксубаевский      | Карасинское СП Аксубаевского МР                                         |
| 289 | Каратунский               | Апастовский       | Каратунское СП Апастовского МР                                          |
| 290 | Карашай-Сакловский        | Сармановский      | Карашай-Сакловское СП Сармановского МР                                  |
| 291 | Каргалинский              | Чистопольский     | Каргалинское СП Чистопольского МР                                       |
| 292 | Каргопольский             | Алькеевский       | Каргопольское СП Алькеевского МР                                        |
| 293 | Каркалинский              | Лениногорский     | Каркалинское СП Лениногорского МР                                       |
| 294 | Каркаусский               | Кукморский        | Каркаусское СП Кукморского МР                                           |
| 295 | Кармалинский              | Нижнекамский      | Кармалинское СП Нижнекамского МР                                        |
| 296 | Кармалкинский             | Лениногорский     | Кармалкинское СП Лениногорского МР                                      |
| 297 | Катмышский                | Мамадышский       | Катмышское СП Мамадышского МР                                           |
| 298 | Качелинский               | Арский            | Качелинское СП Арского МР                                               |
| 299 | Кемеш-Кульский            | Мамадышский       | Кемеш-Кульское СП Мамадышского МР                                       |
| 300 | Керлигачский              | Лениногорский     | Керлигачское СП Лениногорского МР                                       |
| 301 | Кзыл-Тауский              | Апастовский       | Кзыл-Тауское СП Апастовского МР                                         |
| 302 | Кзыл-Ярский               | Бавлинский        | Кзыл-Ярское СП Бавлинского МР                                           |
| 303 | Кибячинский               | Пестречинский     | Кибячинское СП Пестречинского МР                                        |
| 304 | Кильдебякский             | Сабинский         | Кильдебякское СП Сабинского МР                                          |
| 305 | Кильдеевский              | Верхнеуслонский   | Кильдеевское СП Верхнеуслонского МР                                     |
| 306 | Кильдюшевский             | Тетюшский         | Кильдюшевское СП Тетюшского МР                                          |
| 307 | Кимовский                 | Спасский          | Кимовское СП Спасского МР                                               |
| 308 | Кирбинский                | Лаишевский        | Кирбинское СП Лаишевского МР                                            |
| 309 | Кирельский                | Камско-Устьинский | Кирельское СП Камско-Устьинского МР                                     |
| 310 | Кировский                 | Актанышский       | Кировское СП Актанышского МР                                            |
| 311 | Киртелинский              | Тетюшский         | Киртелинское СП Тетюшского МР                                           |
| 312 | Кичкальнинский            | Нурлатский        | Кичкальнинское СП Нурлатского МР                                        |
| 313 | Кичкентанский             | Агрызский         | Кичкетанское СП Агрызского МР                                           |
| 314 | Кичуйский                 | Альметьевский     | Кичуйское СП Альметьевского МР                                          |
| 315 | Кичучатовский             | Альметьевский     | Кичучатовское СП Альметьевского МР                                      |
| 316 | Киятский                  | Буинский          | Киятское СП Буинского МР                                                |
| 317 | Клементейкинский          | Альметьевский     | Клементейкинское СП Альметьевского МР                                   |
| 318 | Ключевский                | Бугульминский     | Ключевское СП Бугульминского МР                                         |
| 319 | Клянчеевский              | Камско-Устьинский | Клянчеевское СП Камско-Устьинского МР                                   |
| 320 | Кляушский                 | Мамадышский       | Кляушское СП Мамадышского МР                                            |
| 321 | Кляшевский                | Тетюшский         | Кляшевское СП Тетюшского МР                                             |
| 322 | Князевский                | Тукаевский        | Князевское СП Тукаевского МР                                            |
| 323 | Кобяковский               | Пестречинский     | Кобяковское СП Пестречинского МР                                        |
| 324 | Ковалинский               | Пестречинский     | Ковалинское СП Пестречинского МР                                        |
| 325 | Козяково-Челнинский       | Рыбно-Слободский  | Козяково-Челнинское СП Рыбно-Слободского МР                             |
| 326 | Коморгузинский            | Атнинский         | Коморгузинское СП Атнинского МР                                         |
| 327 | Комсомольский             | Тукаевский        | Комсомольское СП Тукаевского МР                                         |
| 328 | Коноваловский             | Мензелинский      | Коноваловское СП Мензелинского МР                                       |
| 329 | Конский                   | Пестречинский     | Конское СП Пестречинского МР                                            |
| 330 | Коргузинский              | Верхнеуслонский   | Коргузинское СП Верхнеуслонского МР                                     |
| 331 | Корноуховский             | Рыбно-Слободский  | Корноуховское СП Рыбно-Слободского МР                                   |
| 332 | Корсабашский              | Сабинский         | Корсабашское СП Сабинского МР                                           |
| 333 | Костенеевский             | Елабужский        | Костенеевское СП Елабужского МР                                         |
| 334 | Кошки-Новотимбаевский     | Тетюшский         | Кошки-Новотимбаевское СП Тетюшского МР                                  |
| 335 | Кошки-Теняковский         | Буинский          | Кошки-Теняковское СП Буинского МР                                       |
| 336 | Кошки-Шемякинский         | Буинский          | Кошки-Шемякинское СП Буинского МР                                       |
| 337 | Кошкинский                | Алькеевский       | Кошкинское СП Алькеевского МР                                           |
| 338 | Кошкинский                | Кукморский        | Кошкинское СП Кукморского МР                                            |
| 339 | Кошлаучский               | Арский            | Утар-Атынское СП Арского МР                                             |
| 340 | Кощаковский               | Пестречинский     | Кощаковское СП Пестречинского МР                                        |
| 341 | Красноборский             | Агрызский         | Красноборское СП Агрызского МР                                          |
| 342 | Красновидовский           | Камско-Устьинский | Красновидовское СП Камско-Устьинского МР                                |
| 343 | Красногорский             | Мамадышский       | Красногорское СП Мамадышского МР                                        |
| 344 | Краснокадкинский          | Нижнекамский      | Красноключинское СП Нижнекамского МР                                    |
| 345 | Красноключинский          | Нижнекамский      | Краснокадкинское СП Нижнекамского МР                                    |
| 346 | Краснооктябрьский         | Новошешминский    | Краснооктябрьское СП Новошешминского МР                                 |
| 347 | Красносельский            | Высокогорский     | Красносельское СП Высокогорского МР                                     |
| 348 | Краснослободский          | Спасский          | Краснослободское СП Спасского МР                                        |
| 349 | Крещено-Пакшинский        | Мамадышский       | Крещено-Пакшинское СП Мамадышского МР                                   |
| 350 | Кривоозерский             | Аксубаевский      | Кривоозерское СП Аксубаевского МР                                       |
| 351 | Круглопольский            | Тукаевский        | Круглопольское СП Тукаевского МР                                        |
| 352 | Крым-Сарайский            | Бавлинский        | Крым-Сарайское СП Бавлинского МР                                        |
| 353 | Крындинский               | Агрызский         | Крындинское СП Агрызского МР                                            |
| 354 | Кряш-Сердинский           | Пестречинский     | Кряш-Сердинское СП Пестречинского МР                                    |
| 355 | Кряш-Шуранский            | Муслюмовский      | Кряш-Шуранское СП Муслюмовского МР                                      |
| 356 | Куакбашский               | Лениногорский     | Куакбашское СП Лениногорского МР                                        |
| 357 | Кубасский                 | Чистопольский     | Кубасское СП Чистопольского МР                                          |
| 358 | Кубянский                 | Атнинский         | Кубянское СП Атнинского МР                                              |
| 359 | Кугарчинский              | Рыбно-Слободский  | Кугарчинское СП Рыбно-Слободского МР                                    |
| 360 | Кугеевский                | Зеленодольский    | Кугеевское СП Зеленодольского МР                                        |
| 361 | Кугунурский               | Балтасинский      | Кугунурское Балтасинского МР                                            |
| 362 | Кугушевский               | Зеленодольский    | Кугушевское СП Зеленодольского МР                                       |
| 363 | Кудашевский               | Агрызский         | Кудашевское СП Агрызского МР                                            |
| 364 | Кудашевский               | Бугульминский     | Кудашевское СП Бугульминского МР                                        |
| 365 | Кузайкинский              | Альметьевский     | Кузайкинское СП Альметьевского МР                                       |
| 366 | Кузембетьевский           | Мензелинский      | Кузембетьевское СП Мензелинского МР                                     |
| 367 | Кузкеевский               | Тукаевский        | Кузкеевское СП Тукаевского МР                                           |
| 368 | Кузнечихинский            | Спасский          | Кузнечихинское СП Спасского МР                                          |
| 369 | Кузякинский               | Актанышский       | Кузякинское СП Актанышского МР                                          |
| 370 | Кукеевский                | Рыбно-Слободский  | Кукеевское СП Рыбно-Слободского МР                                      |
| 371 | Кулаевский                | Пестречинский     | Кулаевское СП Пестречинского МР                                         |
| 372 | Кулангинский              | Кайбицкий         | Кулангинское СП Кайбицкого МР                                           |
| 373 | Кулегашский               | Агрызский         | Кулегашское СП Агрызского МР                                            |
| 374 | Кулле-Киминский           | Атнинский         | Кулле-Киминское СП Атнинского МР                                        |
| 375 | Кульбаево-Марасинский     | Нурлатский        | Кульбаево-Марасинское СП Нурлатского МР                                 |
| 376 | Кульшариповский           | Альметьевский     | Кульшариповское СП Альметьевского МР                                    |
| 377 | Кунгерский                | Атнинский         | Кунгерское СП Атнинского МР                                             |
| 378 | Купербашский              | Арский            | ГП город Арск, Старокырлайское СП Арского МР                            |
| 379 | Кураловский               | Верхнеуслонский   | Кураловское СП Верхнеуслонского МР                                      |
| 380 | Кураловский               | Спасский          | Кураловское СП Спасского МР                                             |
| 381 | Куркачинский              | Высокогорский     | Куркачинское СП Высокогорского МР                                       |
| 382 | Куркульский               | Алексеевский      | Куркульское СП Алексеевского МР                                         |
| 383 | Курналинский              | Алексеевский      | Курналинское СП Алексеевского МР                                        |
| 384 | Кутеминский               | Черемшанский      | Кутеминское СП Черемшанского МР                                         |
| 385 | Кутлу-Букашский           | Рыбно-Слободский  | Кутлу-Букашское СП Рыбно-Слободского МР                                 |
| 386 | Кутлушкинский             | Чистопольский     | Кутлушкинское СП Чистопольского МР                                      |
| 387 | Кучуковский               | Агрызский         | Кучуковское СП Агрызского МР                                            |
| 388 | Кушманский                | Кайбицкий         | Кушманское СП Кайбицкого МР                                             |
| 389 | Куштовский                | Апастовский       | Куштовское СП Апастовского МР                                           |
| 390 | Куюк-Ерыксинский          | Мамадышский       | Куюк-Ерыксинское СП Мамадышского МР                                     |
| 391 | Куюковский                | Лаишевский        | Куюковское СП Лаишевского МР                                            |
| 392 | Кшкловский                | Атнинский         | Кшкловское СП Атнинского МР                                             |
| 393 | Лаптевский                | Тетюшский         | Лаптевское СП Тетюшского МР                                             |
| 394 | Лашманский                | Черемшанский      | Лашманское СП Черемшанского МР                                          |
| 395 | Лебединский               | Алексеевский      | Лебединское СП Алексеевского МР                                         |
| 396 | Лебяжинский               | Алексеевский      | Лебяжинское СП Алексеевского МР                                         |
| 397 | Левашевский               | Алексеевский      | Левашевское СП Алексеевского МР                                         |
| 398 | Лекаревский               | Елабужский        | Лекаревское СП Елабужского МР                                           |
| 399 | Лельвижский               | Кукморский        | Лельвижское СП Кукморского МР                                           |
| 400 | Ленино-Кокушкинский       | Пестречинский     | Ленино-Кокушкинское СП Пестречинского МР                                |
| 401 | Ленинский                 | Новошешминский    | Ленинское СП Новошешминского МР                                         |
| 402 | Лесно-Калейкинский        | Альметьевский     | Лесно-Калейкинское СП Альметьевского МР                                 |
| 403 | Лешев-Тамакский           | Сармановский      | Лешев-Тамакское СП Сармановского МР                                     |
| 404 | Лубянский                 | Кукморский        | Лубянское СП Кукморского МР                                             |
| 405 | Льяшевский                | Тетюшский         | Льяшевское СП Тетюшского МР                                             |
| 406 | Лякинский                 | Сармановский      | Лякинское СП Сармановского МР                                           |
| 407 | Майданский                | Верхнеуслонский   | Майданское СП Верхнеуслонского МР                                       |
| 408 | Майнский                  | Алексеевский      | Майнское СП Алексеевского МР                                            |
| 409 | Майскогорский             | Нижнекамский      | Майскогорское СП Нижнекамского МР                                       |
| 410 | Макаровский               | Лаишевский        | Макаровское СП Лаишевского МР                                           |
| 411 | Макаровский               | Нижнекамский      | Макаровское СП Нижнекамского МР                                         |
| 412 | Макуловский               | Верхнеуслонский   | Макуловское СП Верхнеуслонского МР                                      |
| 413 | Малмыжский                | Мамадышский       | Малмыжское СП Мамадышского МР                                           |
| 414 | Малоатрясский             | Тетюшский         | Большеатрясское СП Тетюшского МР                                        |
| 415 | Малобисяринский           | Тетюшский         | Большешемякинское СП Тетюшского МР                                      |
| 416 | Малобугульминский         | Бугульминский     | Малобугульминское СП Бугульминского МР                                  |
| 417 | Малобуинковский           | Буинский          | Малобуинковское СП Буинского МР                                         |
| 418 | Малоелгинский             | Лаишевский        | Малоелгинское СП Лаишевского МР                                         |
| 419 | Малокибякозинский         | Тюлячинский       | Малокибякозинское СП Тюлячинского МР                                    |
| 420 | Малокирменский            | Мамадышский       | Малокирменское СП Мамадышского МР                                       |
| 421 | Малолызинский             | Балтасинский      | Малолызинское СП Балтасинского МР                                       |
| 422 | Маломеминский             | Кайбицкий         | Маломеминское СП Кайбицкого МР                                          |
| 423 | Малосалтыковский          | Камско-Устьинский | Малосалтыковское СП Камско-Устьинского МР                               |
| 424 | Малотолкишский            | Чистопольский     | Малотолкишское СП Чистопольского МР                                     |
| 425 | Малоцильнинский           | Дрожжановский     | Малоцильнинское СП Дрожжановского МР                                    |
| 426 | Малошемякинский           | Тетюшский         | Малошемякинское СП Тетюшского МР                                        |
| 427 | Малошильнинский           | Тукаевский        | Малошильнинское СП Тукаевского МР                                       |
| 428 | Мальбагушский             | Азнакаевский      | Мальбагушское СП Азнакаевского МР                                       |
| 429 | Мамадыш-Акиловский        | Зеленодольский    | Мамадыш-Акиловское СП Зеленодольского МР                                |
| 430 | Мамаширский               | Кукморский        | Мамаширское СП Кукморского МР                                           |
| 431 | Маметьевский              | Альметьевский     | Маметьевское СП Альметьевского МР                                       |
| 432 | Мамыковский               | Нурлатский        | Мамыковское СП Нурлатского МР                                           |
| 433 | Манзарасский              | Кукморский        | Манзарасское СП Кукморского МР                                          |
| 434 | Марсовский                | Дрожжановский     | Марсовское СП Дрожжановского МР                                         |
| 435 | Масадинский               | Актанышский       | Масадинское СП Актанышского МР                                          |
| 436 | Масловский                | Рыбно-Слободский  | Масловское СП Рыбно-Слободского МР                                      |
| 437 | Масягутовский             | Азнакаевский      | Масягутовское СП Азнакаевского МР                                       |
| 438 | Матакский                 | Дрожжановский     | Матакское СП Дрожжановского МР                                          |
| 439 | Матюшинский               | Лаишевский        | Матюшинское СП Лаишевского МР                                           |
| 440 | Мелекесский               | Тукаевский        | Мелекесское СП Тукаевского МР                                           |
| 441 | Мелля-Тамакский           | Муслюмовский      | Мелля-Тамакское СП Муслюмовского МР                                     |
| 442 | Мемдельский               | Высокогорский     | Мемдельское СП Высокогорского МР                                        |
| 443 | Мешинский                 | Сабинский         | Мешинское СП Сабинского МР                                              |
| 444 | Мещеряковский             | Буинский          | Мещеряковское СП Буинского МР                                           |
| 445 | Мизиновский               | Зеленодольский    | Мизиновское СП Зеленодольского МР                                       |
| 446 | Микулинский               | Азнакаевский      | Микулинское СП Азнакаевского МР                                         |
| 447 | Миннибаевский             | Альметьевский     | Миннибаевское СП Альметьевского МР                                      |
| 448 | Митряевский               | Муслюмовский      | Митряевское СП Муслюмовского МР                                         |
| 449 | Михайловский              | Муслюмовский      | Михайловское СП Муслюмовского МР                                        |
| 450 | Мичанский                 | Сабинский         | Мичанское СП Сабинского МР                                              |
| 451 | Мичуринский               | Лениногорский     | Мичуринское СП Лениногорского МР                                        |
| 452 | Мокросавалеевский         | Буинский          | Мокросавалеевское СП Буинского МР                                       |
| 453 | Молвинский                | Зеленодольский    | Молвинское СП Зеленодольского МР                                        |
| 454 | Молькеевский              | Кайбицкий         | Молькеевское СП Кайбицкого МР                                           |
| 455 | Монастырский              | Тетюшский         | Монастырское СП Тетюшского МР                                           |
| 456 | Монашевский               | Менделеевский     | Монашевское СП Менделеевского МР                                        |
| 457 | Мордовско-Афонькинский    | Черемшанский      | Мордовско-Афонькинское СП Черемшанского МР                              |
| 458 | Мортовский                | Елабужский        | Мортовское СП Елабужского МР                                            |
| 459 | Мукмин-Каратайский        | Лениногорский     | Мукмин-Каратайское СП Лениногорского МР                                 |
| 460 | Мульминский               | Высокогорский     | Мульминское СП Высокогорского МР                                        |
| 461 | Мунайкинский              | Менделеевский     | Мунайкинское СП Менделеевского МР                                       |
| 462 | Муралинский               | Кайбицкий         | Муралинское СП Кайбицкого МР                                            |
| 463 | Мурзихинский              | Елабужский        | Костенеевское, Мурзихинское СП Елабужского МР                           |
| 464 | Муртыш-Тамакский          | Сармановский      | Муртыш-Тамакское СП Сармановского МР                                    |
| 465 | Мусабай-Заводский         | Тукаевский        | Мусабай-Заводское СП Тукаевского МР                                     |
| 466 | Муслюмкинский             | Чистопольский     | Муслюмкинское СП Чистопольского МР                                      |
| 467 | Муслюмовский              | Муслюмовский      | Муслюмовское СП Муслюмовского МР                                        |
| 468 | Мюдовский                 | Аксубаевский      | Мюдовское СП Аксубаевского МР                                           |
| 469 | Набережно-Морквашский     | Верхнеуслонский   | Набережно-Морквашское СП Верхнеуслонского МР                            |
| 470 | Надеждинский              | Кайбицкий         | Надеждинское СП Кайбицкого МР                                           |
| 471 | Надеждинский              | Пестречинский     | Надеждинское СП Пестречинского МР                                       |
| 472 | Наласинский               | Арский            | ГП город Арск, Наласинское СП Арского МР                                |
| 473 | Нарат-Елгинский           | Чистопольский     | Нарат-Елгинское СП Чистопольского МР                                    |
| 474 | Наратлинский              | Бугульминский     | Наратлинское СП Бугульминского МР                                       |
| 475 | Наратлы-Кичуский          | Мензелинский      | Наратлы-Кичуское СП Мензелинского МР                                    |
| 476 | Нармонский                | Лаишевский        | Нармонское СП Лаишевского МР                                            |
| 477 | Нармонский                | Тетюшский         | Нармонское СП Тетюшского МР                                             |
| 478 | Нижнеабдулловский         | Альметьевский     | Нижнеабдулловское СП Альметьевского МР                                  |
| 479 | Нижнеалькеевский          | Алькеевский       | Нижнеалькеевское СП Алькеевского МР                                     |
| 480 | Нижнеберескинский         | Атнинский         | Нижнеберескинское СП Атнинского МР                                      |
| 481 | Нижнебишевский            | Заинский          | Нижнебишевское СП Заинского МР                                          |
| 482 | Нижнеискубашский          | Кукморский        | Нижнеискубашское СП Кукморского МР                                      |
| 483 | Нижнекаменский            | Черемшанский      | Нижнекаменское СП Черемшанского МР                                      |
| 484 | Нижнекармалкинский        | Черемшанский      | Нижнекармалкинское СП Черемшанского МР                                  |
| 485 | Нижнекачеевский           | Алькеевский       | Нижнекачеевское СП Алькеевского МР                                      |
| 486 | Нижнекондратинский        | Чистопольский     | Нижнекондратинское СП Чистопольского МР                                 |
| 487 | Нижнекуюкский             | Атнинский         | Нижнекуюкское СП Атнинского МР                                          |
| 488 | Нижненаратбашский         | Буинский          | Нижненаратбашское СП Буинского МР                                       |
| 489 | Нижнеошминский            | Мамадышский       | Нижнеошминское СП Мамадышского МР                                       |
| 490 | Нижнерусский              | Кукморский        | Нижнерусское СП Кукморского МР                                          |
| 491 | Нижнесуньский             | Мамадышский       | Нижнесуньское СП Мамадышского МР                                        |
| 492 | Нижнесуыксинский          | Тукаевский        | Нижнесуыксинское СП Тукаевского МР                                      |
| 493 | Нижнетабынский            | Муслюмовский      | Нижнетабынское СП Муслюмовского МР                                      |
| 494 | Нижнетаканышский          | Мамадышский       | Нижнетаканышское СП Мамадышского МР                                     |
| 495 | Нижнетимерлекский         | Рыбно-Слободский  | Нижнетимерлекское СП Рыбно-Слободского МР                               |
| 496 | Нижнеураспугинский        | Зеленодольский    | Нижнеураспугинское СП Зеленодольского МР                                |
| 497 | Нижнеуратьминский         | Нижнекамский      | Нижнеуратьминское СП Нижнекамского МР                                   |
| 498 | Нижнеуслонский            | Верхнеуслонский   | Нижнеуслонское СП Верхнеуслонского МР                                   |
| 499 | Нижнечегодайский          | Черемшанский      | Староутямышское, Черемшанское СП Черемшанского МР                       |
| 500 | Нижнечекурский            | Дрожжановский     | Нижнечекурское СП Дрожжановского МР                                     |
| 501 | Нижнечершилинский         | Лениногорский     | Нижнечершилинское СП Лениногорского МР                                  |
| 502 | Нижнешандерский           | Мамадышский       | Нижнешандерское СП Мамадышского МР                                      |
| 503 | Нижнешитцинский           | Сабинский         | Нижнешитцинское, Сатышевское СП Сабинского МР                           |
| 504 | Никифоровский             | Мамадышский       | Никифоровское СП Мамадышского МР                                        |
| 505 | Николаевский              | Мензелинский      | Николаевское СП Мензелинского МР                                        |
| 506 | Никольский                | Лаишевский        | Никольское СП Лаишевского МР                                            |
| 507 | Никольский                | Спасский          | Никольское СП Спасского МР                                              |
| 508 | Ново-Курмашевский         | Актанышский       | Ново-Курмашевское СП Актанышского МР                                    |
| 509 | Новоаксубаевский          | Аксубаевский      | Новоаксубаевское СП Аксубаевского МР                                    |
| 510 | Новоалександровский       | Бугульминский     | Новоалександровское СП Бугульминского МР                                |
| 511 | Новоалимовский            | Актанышский       | Новоалимовское СП Актанышского МР                                       |
| 512 | Новоарышский              | Рыбно-Слободский  | Новоарышское СП Рыбно-Слободского МР                                    |
| 513 | Новобизякинский           | Агрызский         | Новобизякинское СП Агрызского МР                                        |
| 514 | Новобурундуковский        | Дрожжановский     | Новобурундуковское СП Дрожжановского МР                                 |
| 515 | Новозареченский           | Бавлинский        | Новозареченское СП Бавлинского МР                                       |
| 516 | Новоибрайкинский          | Аксубаевский      | Новоибрайкинское СП Аксубаевского МР                                    |
| 517 | Новоиглайкинский          | Нурлатский        | Новоиглайкинское СП Нурлатского МР                                      |
| 518 | Новоильмовский            | Дрожжановский     | Новоильмовское СП Дрожжановского МР                                     |
| 519 | Новоильмовский            | Черемшанский      | Новоильмовское СП Черемшанского МР                                      |
| 520 | Новоимянский              | Сармановский      | Новоимянское СП Сармановского МР                                        |
| 521 | Новоишлинский             | Дрожжановский     | Новоишлинское СП Дрожжановского МР                                      |
| 522 | Новоиштерякский           | Лениногорский     | Новоиштерякское СП Лениногорского МР                                    |
| 523 | Новокадеевский            | Черемшанский      | Новокадеевское СП Черемшанского МР                                      |
| 524 | Новокаширский             | Альметьевский     | Новокашировское СП Альметьевского МР                                    |
| 525 | Новокинерский             | Арский            | Новокинерское СП Арского МР                                             |
| 526 | Новокиреметский           | Аксубаевский      | Новокиреметское СП Аксубаевского МР                                     |
| 527 | Новокишитский             | Арский            | Новокишитское СП Арского МР                                             |
| 528 | Новокырлайский            | Арский            | Новокырлайское СП Арского МР                                            |
| 529 | Новомазинский             | Мензелинский      | Новомазинское СП Мензелинского МР                                       |
| 530 | Новомелькенский           | Мензелинский      | Новомелькенское СП Мензелинского МР                                     |
| 531 | Новонадыровский           | Альметьевский     | Новонадыровское СП Альметьевского МР                                    |
| 532 | Новоникольский            | Альметьевский     | Новоникольское СП Альметьевского МР                                     |
| 533 | Новопольский              | Зеленодольский    | Новопольское СП Зеленодольского МР                                      |
| 534 | Новорусско-Маматкозинский | Верхнеуслонский   | Новорусско-Маматкозинское СП Верхнеуслонского МР                        |
| 535 | Новоспасский              | Заинский          | Новоспасское СП Заинского МР                                            |
| 536 | Новосумароковский         | Бугульминский     | Новосумароковское СП Бугульминского МР                                  |
| 537 | Новотинчалинский          | Буинский          | Новотинчалинское СП Буинского МР                                        |
| 538 | Новотроицкий              | Альметьевский     | Новотроицкое СП Альметьевского МР                                       |
| 539 | Новотроицкий              | Тукаевский        | Новотроицкое СП Тукаевского МР                                          |
| 540 | Новотумбинский            | Нурлатский        | Новотумбинское СП Нурлатского МР                                        |
| 541 | Новоургагарский           | Алькеевский       | Новоургагарское СП Алькеевского МР                                      |
| 542 | Новоусинский              | Муслюмовский      | Новоусинское СП Муслюмовского МР                                        |
| 543 | Новочершилинский          | Лениногорский     | Новочершилинское СП Лениногорского МР                                   |
| 544 | Новочечкабский            | Буинский          | Новочечкабское СП Буинского МР                                          |
| 545 | Новошашинский             | Атнинский         | Новошашинское СП Атнинского МР                                          |
| 546 | Новошешминский            | Новошешминский    | Новошешминское СП Новошешминского МР                                    |
| 547 | Норминский                | Балтасинский      | Норминское СП Балтасинского МР                                          |
| 548 | Нуринерский               | Балтасинский      | Нуринерское СП Балтасинского МР                                         |
| 549 | Нурлатский                | Буинский          | Нурлатское СП Буинского МР                                              |
| 550 | Нурлатский                | Зеленодольский    | Нурлатское СП Зеленодольского МР                                        |
| 551 | Нусинский                 | Арский            | Шушмабашское СП Арского МР                                              |
| 552 | Ныртинский                | Кукморский        | Ныртинское СП Кукморского МР                                            |
| 553 | Нырьинский                | Кукморский        | Нырьинское СП Кукморского МР                                            |
| 554 | Октябрьский               | Верхнеуслонский   | Октябрьское СП Верхнеуслонского МР                                      |
| 555 | Октябрьский               | Зеленодольский    | Октябрьское СП Зеленодольского МР                                       |
| 556 | Октябрьский               | Муслюмовский      | Октябрьское СП Муслюмовского МР                                         |
| 557 | Олуязский                 | Кукморский        | Олуязское СП Кукморского МР                                             |
| 558 | Олуязский                 | Мамадышский       | Олуязское СП Мамадышского МР                                            |
| 559 | Омарский                  | Мамадышский       | Омарское СП Мамадышского МР                                             |
| 560 | Орловский                 | Лаишевский        | Орловское СП Лаишевского МР                                             |
| 561 | Осинниковский             | Камско-Устьинский | Осинниковское СП Камско-Устьинского МР                                  |
| 562 | Осиновский                | Зеленодольский    | Осиновское СП Зеленодольского МР                                        |
| 563 | Отар-Дубровский           | Пестречинский     | Отар-Дубровское СП Пестречинского МР                                    |
| 564 | Отарский                  | Мамадышский       | Отарское СП Мамадышского МР                                             |
| 565 | Ошторма-Юмьинский         | Кукморский        | Ошторма-Юмьинское СП Кукморского МР                                     |
| 566 | Пановский                 | Пестречинский     | Пановское СП Пестречинского МР                                          |
| 567 | Пелевский                 | Лаишевский        | Пелевское СП Лаишевского МР                                             |
| 568 | Пермяковский              | Высокогорский     | Пермяковское СП Высокогорского МР                                       |
| 569 | Пестречинский             | Пестречинский     | Пестречинское СП Пестречинского МР                                      |
| 570 | Песчано-Ковалинский       | Лаишевский        | Песчано-Ковалинское СП Лаишевского МР                                   |
| 571 | Петровский                | Бугульминский     | Петровское СП Бугульминского МР                                         |
| 572 | Петровско-Заводской       | Сармановский      | Петровско-Заводское СП Сармановского МР                                 |
| 573 | Петропавловский           | Новошешминский    | Петропавловское СП Новошешминского МР                                   |
| 574 | Печищинский               | Верхнеуслонский   | Печищинское СП Верхнеуслонского МР                                      |
| 575 | Пижмарский                | Балтасинский      | Пижмарское СП Балтасинского МР                                          |
| 576 | Пимерский                 | Пестречинский     | Пимерское СП Пестречинского МР                                          |
| 577 | Письмянский               | Лениногорский     | Новочершилинское, Письмянское СП Лениногорского МР                      |
| 578 | Подгорненский             | Бугульминский     | Подгорненское СП Бугульминского МР                                      |
| 579 | Подгорно-Байларский       | Мензелинский      | Подгорно-Байларское СП Мензелинского МР                                 |
| 580 | Подлесно-Шенталинский     | Алексеевский      | Подлесно-Шенталинское СП Алексеевского МР                               |
| 581 | Поисевский                | Актанышский       | Поисевское СП Актанышского МР                                           |
| 582 | Покровско-Урустамакский   | Бавлинский        | Покровско-Урустамакское СП Бавлинского МР                               |
| 583 | Полянский                 | Рыбно-Слободский  | Полянское СП Рыбно-Слободского МР                                       |
| 584 | Полянский                 | Спасский          | Полянское СП Спасского МР                                               |
| 585 | Поповский                 | Бавлинский        | Поповское СП Бавлинского МР                                             |
| 586 | Поповский                 | Заинский          | Поповское СП Заинского МР                                               |
| 587 | Поручиковский             | Заинский          | Поручиковское СП Заинского МР                                           |
| 588 | Поспеловский              | Елабужский        | Поспеловское СП Елабужского МР                                          |
| 589 | Потапово-Тумбарлинский    | Бавлинский        | Потапово-Тумбарлинское СП Бавлинского МР                                |
| 590 | Починок-Кучуковский       | Кукморский        | Починок-Кучуковское СП Кукморского МР                                   |
| 591 | Починок-Ново-Льяшевский   | Тетюшский         | Кошки-Новотимбаевское СП Тетюшского МР                                  |
| 592 | Приволжский               | Спасский          | Приволжское СП Спасского МР                                             |
| 593 | Простинский               | Нижнекамский      | Простинское СП Нижнекамского МР                                         |
| 594 | Псеевский                 | Менделеевский     | Псеевское СП Менделеевского МР                                          |
| 595 | Псякский                  | Кукморский        | Псякское СП Кукморского МР                                              |
| 596 | Рагозинский               | Мамадышский       | Рагозинское СП Мамадышского МР                                          |
| 597 | Раифский                  | Зеленодольский    | Раифское СП Зеленодольского МР                                          |
| 598 | Рангазарский              | Сармановский      | Рангазарское СП Сармановского МР                                        |
| 599 | Родниковский              | Алексеевский      | Родниковское СП Алексеевского МР                                        |
| 600 | Рождественский            | Лаишевский        | Рождественское СП Лаишевского МР                                        |
| 601 | Ромодановский             | Алексеевский      | Ромодановское СП Алексеевского МР                                       |
| 602 | Рунгинский                | Буинский          | Рунгинское СП Буинского МР                                              |
| 603 | Русско-Азелеевский        | Зеленодольский    | Русско-Азелеевское СП Зеленодольского МР                                |
| 604 | Русско-Акташский          | Альметьевский     | Русско-Акташское СП Альметьевского МР                                   |
| 605 | Русско-Ошнякский          | Рыбно-Слободский  | Русско-Ошнякское СП Рыбно-Слободского МР                                |
| 606 | Савалеевский              | Заинский          | Савалеевское СП Заинского МР                                            |
| 607 | Саврушский                | Аксубаевский      | Саврушское СП Аксубаевского МР                                          |
| 608 | Саклов-Башский            | Сармановский      | Саклов-Башское СП Сармановского МР                                      |
| 609 | Салаусский                | Балтасинский      | Салаусское СП Балтасинского МР                                          |
| 610 | Салаушский                | Агрызский         | Салаушское СП Агрызского МР                                             |
| 611 | Салиховский               | Бавлинский        | Салиховское Бавлинского МР                                              |
| 612 | Салманский                | Алькеевский       | Салманское СП Алькеевского МР                                           |
| 613 | Сапеевский                | Азнакаевский      | Сапеевское СП Азнакаевского МР                                          |
| 614 | Сарабикуловский           | Лениногорский     | Сарабикуловское СП Лениногорского МР                                    |
| 615 | Сардек-Башский            | Кукморский        | Сардекбашское СП Кукморского МР                                         |
| 616 | Сарлинский                | Азнакаевский      | Сарлинское СП Азнакаевского МР                                          |
| 617 | Сармановский              | Сармановский      | Сармановское СП Сармановского МР                                        |
| 618 | Сармаш-Башский            | Заинский          | Сармаш-Башское СП Заинского МР                                          |
| 619 | Сарсак-Омгинский          | Агрызский         | Сарсак-Омгинское СП Агрызского МР                                       |
| 620 | Сатламышевский            | Апастовский       | Сатламышевское СП Апастовского МР                                       |
| 621 | Сатышевский               | Сабинский         | Сатышевское СП Сабинского МР                                            |
| 622 | Сахаровский               | Алексеевский      | Сахаровское СП Алексеевского МР                                         |
| 623 | Светлоозерский            | Заинский          | Светлоозерское СП Заинского МР                                          |
| 624 | Свияжский                 | Зеленодольский    | Свияжское СП Зеленодольского МР                                         |
| 625 | Секинесский               | Мамадышский       | Секинесское СП Мамадышского МР                                          |
| 626 | Селенгушский              | Нурлатский        | Селенгушское СП Нурлатского МР                                          |
| 627 | Село-Алатский             | Высокогорский     | Село-Алатское СП Высокогорского МР                                      |
| 628 | Село-Убейский             | Дрожжановский     | Село-Убейское СП Дрожжановского МР                                      |
| 629 | Село-Чуринский            | Кукморский        | Село-Чуринское СП Кукморского МР                                        |
| 630 | Семекеевский              | Тукаевский        | Семекеевское СП Тукаевского МР                                          |
| 631 | Семиозерский              | Высокогорский     | Семиозерское СП Высокогорского МР                                       |
| 632 | Семяковский               | Муслюмовский      | Семяковское СП Муслюмовского МР                                         |
| 633 | Сизинский                 | Арский            | Сизинское СП Арского МР                                                 |
| 634 | Сикертанский              | Арский            | Сизинское СП Арского МР                                                 |
| 635 | Сиренькинский             | Альметьевский     | Сиренькинское СП Альметьевского МР                                      |
| 636 | Смаильский                | Балтасинский      | Смаильское СП Балтасинского МР                                          |
| 637 | Смак-Корсинский           | Арский            | Сизинское СП Арского МР                                                 |
| 638 | Соболевский               | Верхнеуслонский   | Соболевское СП Верхнеуслонского МР                                      |
| 639 | Совхозно-Галактионовский  | Чистопольский     | Совхозно-Галактионовское СП Чистопольского МР                           |
| 640 | Сокольский                | Мамадышский       | Сокольское СП Мамадышского МР                                           |
| 641 | Сокуровский               | Лаишевский        | Сокуровское СП Лаишевского МР                                           |
| 642 | Сорок-Сайдакский          | Буинский          | Сорок-Сайдакское СП Буинского МР                                        |
| 643 | Сорочье-Горский           | Рыбно-Слободский  | Сорочье-Горское СП Рыбно-Слободского МР                                 |
| 644 | Сосновский                | Балтасинский      | Сосновское СП Балтасинского МР                                          |
| 645 | Сосновский                | Нижнекамский      | Сосновское СП Нижнекамского МР                                          |
| 646 | Сосновский                | Высокогорский     | Сосновское СП Высокогорского МР                                         |
| 647 | Спасский                  | Бугульминский     | Спасское СП Бугульминского МР                                           |
| 648 | Среднеатынский            | Арский            | Среднеатынское Арского МР                                               |
| 649 | Среднебалтаевский         | Апастовский       | Среднебалтаевское СП Апастовского МР                                    |
| 650 | Среднедевятовский         | Лаишевский        | Среднедевятовское СП Лаишевского МР                                     |
| 651 | Среднекамышлинский        | Нурлатский        | Среднекамышлинское СП Нурлатского МР                                    |
| 652 | Среднекирменский          | Мамадышский       | Среднекирменское СП Мамадышского МР                                     |
| 653 | Среднекорсинский          | Арский            | Среднекорсинское Арского МР                                             |
| 654 | Среднекуморский           | Кукморский        | Среднекуморское СП Кукморского МР                                       |
| 655 | Среднекушкетский          | Балтасинский      | Среднекушкетское СП Балтасинского МР                                    |
| 656 | Среднепшалымский          | Арский            | Урнякское СП Арского МР                                                 |
| 657 | Среднетиганский           | Алексеевский      | Среднетиганское СП Алексеевского МР                                     |
| 658 | Среднеюрткульский         | Спасский          | Среднеюрткульское СП Спасского МР                                       |
| 659 | Старо-Имянский            | Сармановский      | Старо-Имянское СП Сармановского МР                                      |
| 660 | Старо-Мавринский          | Заинский          | Старо-Мавринское СП Заинского МР                                        |
| 661 | Староабдуловский          | Тукаевский        | Староабдуловское СП Тукаевского МР                                      |
| 662 | Староаймановский          | Актанышский       | Староаймановское СП Актанышского МР                                     |
| 663 | Староалпаровский          | Алькеевский       | Староалпаровское СП Алькеевского МР                                     |
| 664 | Староальметьевский        | Нурлатский        | Староальметьевское СП Нурлатского МР                                    |
| 665 | Староашитский             | Арский            | Ташкичинское СП Арского МР                                              |
| 666 | Старобайсаровский         | Актанышский       | Старобайсаровское СП Актанышского МР                                    |
| 667 | Старобарышевский          | Камско-Устьинский | Старобарышевское СП Камско-Устьинского МР                               |
| 668 | Старобугадинский          | Актанышский       | Старобугадинское СП Актанышского МР                                     |
| 669 | Старогришкинский          | Менделеевский     | Енабердинское, Старогришкинское СП Менделеевского МР                    |
| 670 | Стародрожжановский        | Дрожжановский     | Стародрожжановское СП Дрожжановского МР                                 |
| 671 | Стародрюшский             | Тукаевский        | Стародрюшское СП Тукаевского МР                                         |
| 672 | Старозюринский            | Тюлячинский       | Старозюринское СП Тюлячинского МР                                       |
| 673 | Староибрайкинский         | Аксубаевский      | Староибрайкинское СП Аксубаевского МР                                   |
| 674 | Староикшурминский         | Сабинский         | Староикшурминское СП Сабинского МР                                      |
| 675 | Староильдеряковский       | Аксубаевский      | Староильдеряковское СП Аксубаевского МР                                 |
| 676 | Староисаковский           | Бугульминский     | Староисаковское СП Бугульминского МР                                    |
| 677 | Староиштерякский          | Лениногорский     | Староиштерякское СП Лениногорского МР                                   |
| 678 | Старокадеевский           | Черемшанский      | Старокадеевское СП Черемшанского МР                                     |
| 679 | Староказеевский           | Камско-Устьинский | Староказеевское СП Камско-Устьинского МР                                |
| 680 | Старокакерлинский         | Дрожжановский     | Старокакерлинское СП Дрожжановского МР                                  |
| 681 | Старокамкинский           | Алькеевский       | Старокамкинское СП Алькеевского МР                                      |
| 682 | Старокаразерикский        | Ютазинский        | Старокаразерикское СП Ютазинского МР                                    |
| 683 | Старокарамалинский        | Муслюмовский      | Старокарамалинское СП Муслюмовского МР                                  |
| 684 | Старокаширский            | Сармановский      | Старокаширское СП Сармановского МР                                      |
| 685 | Старокиреметский          | Аксубаевский      | Старокиреметское СП Аксубаевского МР                                    |
| 686 | Старокиязлинский          | Аксубаевский      | Старокиязлинское СП Аксубаевского МР                                    |
| 687 | Старокувакский            | Лениногорский     | Старокувакское СП Лениногорского МР                                     |
| 688 | Старокуклюкский           | Елабужский        | Старокуклюкское СП Елабужского МР                                       |
| 689 | Старокурмашевский         | Актанышский       | Старокурмашевское СП Актанышского МР                                    |
| 690 | Старокутушский            | Черемшанский      | Старокутушское СП Черемшанского МР                                      |
| 691 | Старокырлайский           | Арский            | Старокырлайское Арского МР                                              |
| 692 | Старомазинский            | Мензелинский      | Старомазинское СП Мензелинского МР                                      |
| 693 | Староматакский            | Алькеевский       | Староматакское СП Алькеевского МР                                       |
| 694 | Староматвеевский          | Мензелинский      | Староматвеевское СП Мензелинского МР                                    |
| 695 | Старомензелябашский       | Сармановский      | Старомензелябашское СП Сармановского МР                                 |
| 696 | Старомихайловский         | Альметьевский     | Старомихайловское СП Альметьевского МР                                  |
| 697 | Староромашкинский         | Чистопольский     | Староромашкинское СП Чистопольского МР                                  |
| 698 | Старосалманский           | Алькеевский       | Старосалманское СП Алькеевского МР                                      |
| 699 | Старосафаровский          | Актанышский       | Старосафаровское СП Актанышского МР                                     |
| 700 | Старосляковский           | Агрызский         | Старосляковское СП Агрызского МР                                        |
| 701 | Старостуденецкий          | Буинский          | Старостуденецкое СП Буинского МР                                        |
| 702 | Старосуркинский           | Альметьевский     | Старосуркинское СП Альметьевского МР                                    |
| 703 | Старотатарско-Адамский    | Аксубаевский      | Старотатарско-Адамское СП Аксубаевского МР                              |
| 704 | Старотимошкинский         | Аксубаевский      | Старотимошкинское СП Аксубаевского МР                                   |
| 705 | Старотинчалинский         | Буинский          | Старотинчалинское СП Буинского МР                                       |
| 706 | Старотябердинский         | Кайбицкий         | Старотябердинское СП Кайбицкого МР                                      |
| 707 | Староузеевский            | Аксубаевский      | Староузеевское СП Аксубаевского МР                                      |
| 708 | Староутямышский           | Черемшанский      | Староутямышское СП Черемшанского МР                                     |
| 709 | Старохурадинский          | Алькеевский       | Старохурадинское СП Алькеевского МР                                     |
| 710 | Старочекалдинский         | Агрызский         | Старочекалдинское СП Агрызского МР                                      |
| 711 | Старочелнинский           | Алькеевский       | Старочелнинское СП Алькеевского МР                                      |
| 712 | Старочелнинский           | Нурлатский        | Старочелнинское СП Нурлатского МР                                       |
| 713 | Старочукалинский          | Дрожжановский     | Старочукалинское СП Дрожжановского МР                                   |
| 714 | Старочурилинский          | Арский            | Старочурилинское Арского МР                                             |
| 715 | Старошаймурзинский        | Дрожжановский     | Старошаймурзинское СП Дрожжановского МР                                 |
| 716 | Старошешминский           | Нижнекамский      | Старошешминское СП Нижнекамского МР                                     |
| 717 | Старошугуровский          | Лениногорский     | Старошугуровское СП Лениногорского МР                                   |
| 718 | Староюмралинский          | Апастовский       | Староюмралинское СП Апастовского МР                                     |
| 719 | Староюрашский             | Елабужский        | Староюрашское СП Елабужского МР                                         |
| 720 | Степноозерский            | Нурлатский        | Степноозерское СП Нурлатского МР                                        |
| 721 | Степношенталинский        | Алексеевский      | Степношенталинское СП Алексеевского МР                                  |
| 722 | Столбищенский             | Лаишевский        | Столбищенское СП Лаишевского МР                                         |
| 723 | Сугушлинский              | Лениногорский     | Сугушлинское СП Лениногорского МР                                       |
| 724 | Суксинский                | Высокогорский     | Суксинское СП Высокогорского МР                                         |
| 725 | Сулеевский                | Альметьевский     | Сулеевское СП Альметьевского МР                                         |
| 726 | Сунчелеевский             | Аксубаевский      | Сунчелеевское СП Аксубаевского МР                                       |
| 727 | Суньский                  | Мамадышский       | Суньское СП Мамадышского МР                                             |
| 728 | Сухаревский               | Нижнекамский      | Сухаревское СП Нижнекамского МР                                         |
| 729 | Сухояшский                | Азнакаевский      | Сухояшское СП Азнакаевского МР                                          |
| 730 | Сюкеевский                | Камско-Устьинский | Сюкеевское СП Камско-Устьинского МР                                     |
| 731 | Сюндюковский              | Тетюшский         | Сюндюковское СП Тетюшского МР                                           |
| 732 | Сюрдинский                | Арский            | Новокинерское СП Арского МР                                             |
| 733 | Табар-Черкийский          | Апастовский       | Табар-Черкийское СП Апастовского МР                                     |
| 734 | Табарлинский              | Агрызский         | Табарлинское СП Агрызского МР                                           |
| 735 | Тавельский                | Мамадышский       | Тавельское СП Мамадышского МР                                           |
| 736 | Тайсугановский            | Альметьевский     | Тайсугановское СП Альметьевского МР                                     |
| 737 | Такталачукский            | Актанышский       | Такталачукское СП Актанышского МР                                       |
| 738 | Танайский                 | Елабужский        | Танайское СП Елабужского МР                                             |
| 739 | Татарско-Баганинский      | Чистопольский     | Татарско-Баганинское СП Чистопольского МР                               |
| 740 | Татарско-Дымский          | Бугульминский     | Татарско-Дымское СП Бугульминского МР                                   |
| 741 | Татарско-Дюм-Дюмский      | Елабужский        | Татарско-Дюм-Дюмское СП Елабужского МР                                  |
| 742 | Татарско-Елтанский        | Чистопольский     | Татарско-Елтанское СП Чистопольского МР                                 |
| 743 | Татарско-Кандызский       | Бавлинский        | Татарско-Кандызское СП Бавлинского МР                                   |
| 744 | Татарско-Сараловский      | Лаишевский        | Татарско-Сараловское СП Лаишевского МР                                  |
| 745 | Татарско-Сарсазский       | Чистопольский     | Татарско-Сарсазское СП Чистопольского МР                                |
| 746 | Татарско-Суксинский       | Актанышский       | Татарско-Суксинское СП Актанышского МР                                  |
| 747 | Татарско-Толкишский       | Чистопольский     | Татарско-Толкишское СП Чистопольского МР                                |
| 748 | Татарско-Ходяшевский      | Пестречинский     | Татарско-Ходяшевское СП Пестречинского МР                               |
| 749 | Татарско-Челнинский       | Менделеевский     | Татарско-Челнинское СП Менделеевского МР                                |
| 750 | Татарско-Шуганский        | Азнакаевский      | Татарско-Шуганское СП Азнакаевского МР                                  |
| 751 | Татарско-Ямалинский       | Актанышский       | Татарско-Ямалинское СП Актанышского МР                                  |
| 752 | Татарско-Янтыкский        | Лаишевский        | Татарско-Янтыкское СП Лаишевского МР                                    |
| 753 | Ташкичинский              | Арский            | Ташкичинское СП Арского МР                                              |
| 754 | Ташкичуйский              | Ютазинский        | Ташкичуйское СП Ютазинского МР                                          |
| 755 | Ташлы-Ковалинский         | Высокогорский     | Ташлы-Ковалинское СП Высокогорского МР                                  |
| 756 | Теньковский               | Камско-Устьинский | Теньковское СП Камско-Устьинского МР                                    |
| 757 | Терсинский                | Агрызский         | Терсинское СП Агрызского МР                                             |
| 758 | Тимбаевский               | Буинский          | Тимбаевское СП Буинского МР                                             |
| 759 | Тимерлекский              | Нурлатский        | Тимерлекское СП Нурлатского МР                                          |
| 760 | Тимершикский              | Сабинский         | Тимершикское СП Сабинского МР                                           |
| 761 | Тимяшевский               | Лениногорский     | Тимяшевское СП Лениногорского МР                                        |
| 762 | Тихоновский               | Менделеевский     | Тихновское СП Менделеевского МР                                         |
| 763 | Тлякеевский               | Актанышский       | Тлякеевское СП Актанышского МР                                          |
| 764 | Тлянче-Тамакский          | Тукаевский        | Тлянче-Тамакское СП Тукаевского МР                                      |
| 765 | Тойгильдинский            | Муслюмовский      | Тойгильдинское СП Муслюмовского МР                                      |
| 766 | Тойгузинский              | Менделеевский     | Тойгузинское СП Менделеевского МР                                       |
| 767 | Тойкинский                | Азнакаевский      | Тойкинское СП Азнакаевского МР                                          |
| 768 | Тоншерминский             | Тетюшский         | Тоншерминское СП Тетюшского МР                                          |
| 769 | Трёхозерский              | Спасский          | Трёхозерское СП Спасского МР                                            |
| 770 | Троицко-Урайский          | Рыбно-Слободский  | Троицко-Урайское СП Рыбно-Слободского МР                                |
| 771 | Трудолюбовский            | Аксубаевский      | Трудолюбовское СП Аксубаевского МР                                      |
| 772 | Тубылгытауский            | Новошешминский    | Тубчлгытауское СП Новошешминского МР                                    |
| 773 | Туембашский               | Кукморский        | Туембашское СП Кукморского МР                                           |
| 774 | Туйметкинский             | Черемшанский      | Туйметкинское СП Черемшанского МР                                       |
| 775 | Туктарово-Урдалинский     | Лениногорский     | Туктарово-Урдалинское СП Лениногорского МР                              |
| 776 | Тумбарлинский             | Бавлинский        | Тумбарлинское СП Бавлинского МР                                         |
| 777 | Тумутукский               | Азнакаевский      | Тумутукское СП Азнакаевского МР                                         |
| 778 | Тураевский                | Менделеевский     | Тураевское СП Менделеевского МР                                         |
| 779 | Тутаевский                | Апастовский       | Тутаевское СП Апастовского МР                                           |
| 780 | Тюбяк-Чекурчинский        | Арский            | ГП город Арск Арского МР                                                |
| 781 | Тюгеевский                | Заинский          | Тюгеевское СП Заинского МР                                              |
| 782 | Тюковский                 | Актанышский       | Тюковское СП Актанышского МР                                            |
| 783 | Тюлячинский               | Тюлячинский       | Тюлячинское СП Тюлячинского МР                                          |
| 784 | Тюрнясевский              | Нурлатский        | Тюрнясевское СП Нурлатского МР                                          |
| 785 | Тяжбердинский             | Алькеевский       | Тяжбердинское СП Алькеевского МР                                        |
| 786 | Удмуртско-Ташлинский      | Бавлинский        | Удмуртско-Ташлинское СП Бавлинского МР                                  |
| 787 | Узюмский                  | Атнинский         | Узюмское СП Атнинского МР                                               |
| 788 | Узякский                  | Тюлячинский       | Узякское СП Тюлячинского МР                                             |
| 789 | Ульянковский              | Кайбицкий         | Ульянковское СП Кайбицкого МР                                           |
| 790 | Ульяновский               | Черемшанский      | Ульяновское СП Черемшанского МР                                         |
| 791 | Уразаевский               | Азнакаевский      | Уразаевское СП Азнакаевского МР                                         |
| 792 | Уразаевский               | Актанышский       | Уразаевское СП Актанышского МР                                          |
| 793 | Уразбахтинский            | Мамадышский       | Уразбахтинское СП Мамадышского МР                                       |
| 794 | Уразлинский               | Камско-Устьинский | Уразлинское СП Камско-Устьинского МР                                    |
| 795 | Уразметьевский            | Муслюмовский      | Уразметьевское СП Муслюмовского МР                                      |
| 796 | Урахчинский               | Рыбно-Слободский  | Урахчинское СП Рыбно-Слободского МР                                     |
| 797 | Уркушский                 | Кукморский        | Уркушское СП Кукморского МР                                             |
| 798 | Урманаевский              | Азнакаевский      | Урманаевское СП Азнакаевского МР                                        |
| 799 | Урмандеевский             | Аксубаевский      | Урмандеевское СП Аксубаевского МР                                       |
| 800 | Урманчеевский             | Мамадышский       | Урманчеевское СП Мамадышского МР                                        |
| 801 | Урмышлинский              | Лениногорский     | Урмышлинское СП Лениногорского МР                                       |
| 802 | Урнякский                 | Арский            | Урнякское СП Арского МР                                                 |
| 803 | Урсаевский                | Заинский          | Урсаевское СП Заинского МР                                              |
| 804 | Урсаевский                | Азнакаевский      | Урсаевское СП Азнакаевского МР                                          |
| 805 | Урсалинский               | Альметьевский     | Новоникольское СП Альметьевского МР                                     |
| 806 | Урусовский                | Мензелинский      | Урусовское СП Мензелинского МР                                          |
| 807 | Уруссинский               | Ютазинский        | Уруссинское СП Ютазинского МР                                           |
| 808 | Урюмский                  | Тетюшский         | Урюмское СП Тетюшского МР                                               |
| 809 | Усадский                  | Высокогорский     | Усадское СП Высокогорского МР                                           |
| 810 | Усалинский                | Мамадышский       | Усалинское СП Мамадышского МР                                           |
| 811 | Усинский                  | Актанышский       | Усинское СП Актанышского МР                                             |
| 812 | Утар-Атынский             | Арский            | Утар-Атынское Арского МР                                                |
| 813 | Утяшкинский               | Зеленодольский    | Утяшкинское СП Зеленодольского МР                                       |
| 814 | Утяшкинский               | Новошешминский    | Утяшкинское СП Новошешминского МР                                       |
| 815 | Учаллинский               | Азнакаевский      | Учаллинское СП Азнакаевского МР                                         |
| 816 | Училинский                | Арский            | Новокырлайское СП Арского МР                                            |
| 817 | Фёдоровский               | Кайбицкий         | Кулангинское, Фёдоровское СП Кайбицкого МР                              |
| 818 | Федоровский               | Тетюшский         | Федоровское СП Тетюшского МР                                            |
| 819 | Федотовский               | Лениногорский     | Федотовское СП Лениногорского МР                                        |
| 820 | Фомкинский                | Нурлатский        | Бикуловское, Фомкинское СП Нурлатского МР                               |
| 821 | Хозесановский             | Кайбицкий         | Хозесановское СП Кайбицкого МР                                          |
| 822 | Ципьинский                | Балтасинский      | Ципьинское СП Балтасинского МР                                          |
| 823 | Чалманаратский            | Актанышский       | Чалманаратское СП Актанышского МР                                       |
| 824 | Чалпинский                | Азнакаевский      | Чалпинское СП Азнакаевского МР                                          |
| 825 | Чарлинский                | Кукморский        | Чарлинское СП Кукморского МР                                            |
| 826 | Чебоксарский              | Новошешминский    | Чебоксарский СП Новошешминского МР                                      |
| 827 | Чемодуровский             | Азнакаевский      | Чемодуровское СП Азнакаевского МР                                       |
| 828 | Чепчуговский              | Высокогорский     | Чепчуговское СП Высокогорского МР                                       |
| 829 | Черёмуховский             | Новошешминский    | Черёмуховское СП Новошешминского МР                                     |
| 830 | Черемшанский              | Апастовский       | Черемшанское СП Апастовского МР                                         |
| 831 | Черемшанский              | Черемшанский      | Черемшанское СП Черемшанского МР                                        |
| 832 | Черки-Гришинский          | Буинский          | Большефроловское, Черки-Гришинское, Черки-Кильдуразское СП Буинского МР |
| 833 | Черки-Кильдуразский       | Буинский          | Черки-Кильдуразское СП Буинского МР                                     |
| 834 | Чернышевский              | Высокогорский     | Чернышевское СП Высокогорского МР                                       |
| 835 | Четырчинский              | Чистопольский     | Четырчинское СП Чистопольского МР                                       |
| 836 | Чинчуринский              | Тетюшский         | Чинчуринское СП Тетюшского МР                                           |
| 837 | Чирповский                | Лаишевский        | Чирповское СП Лаишевского МР                                            |
| 838 | Чиршинский                | Высокогорский     | Чиршинское СП Высокогорского МР                                         |
| 839 | Чистопольский             | Чистопольский     | Чистопольское СП Чистопольского МР                                      |
| 840 | Чистопольско-Высельский   | Чистопольский     | Чистопольско-Высельское СП Чистопольского МР                            |
| 841 | Читинский                 | Пестречинский     | Читинское СП Пестречинского МР                                          |
| 842 | Чишминский                | Актанышский       | Чишминское СП Актанышского МР                                           |
| 843 | Чубар-Абдулловский        | Азнакаевский      | Чубар-Абдулловское СП Азнакаевского МР                                  |
| 844 | Чубуклинский              | Заинский          | Чубуклинское СП Заинского МР                                            |
| 845 | Чувашско-Бродский         | Алькеевский       | Чувашско-Бродское СП Алькеевского МР                                    |
| 846 | Чувашско-Бурнаевский      | Алькеевский       | Чувашско-Бурнаевское СП Алькеевского МР                                 |
| 847 | Чувашско-Дрожжановский    | Дрожжановский     | Чувашско-Дрожжановское СП Дрожжановского МР                             |
| 848 | Чувашско-Елтанский        | Чистопольский     | Чувашско-Елтанское СП Чистопольского МР                                 |
| 849 | Чувашско-Кищаковский      | Буинский          | Чувашско-Кищаковское СП Буинского МР                                    |
| 850 | Чувашско-Черепановский    | Тетюшский         | Бакрчинское СП Тетюшского МР                                            |
| 851 | Чукмарлинский             | Сармановский      | Чукмарлинское СП Сармановского МР                                       |
| 852 | Чулпановский              | Нурлатский        | Чулпановское СП Нурлатского МР                                          |
| 853 | Чуракаевский              | Актанышский       | Чуракаевское СП Актанышского МР                                         |
| 854 | Чуру-Барышевский          | Апастовский       | Чуру-Барышевское СП Апастовского МР                                     |
| 855 | Чутеевский                | Кайбицкий         | Чутеевское СП Кайбицкого МР                                             |
| 856 | Чэчэклинский              | Спасский          | Чэчэклинское СП Спасского МР                                            |
| 857 | Шадкинский                | Тюлячинский       | Шадкинское СП Тюлячинского МР                                           |
| 858 | Шадчинский                | Мамадышский       | Шадчинское СП Мамадышского МР                                           |
| 859 | Шалинский                 | Пестречинский     | Шалинское СП Пестречинского МР                                          |
| 860 | Шалтинский                | Бавлинский        | Шалтинское Бавлинского МР                                               |
| 861 | Шамбулыхчинский           | Апастовский       | Шамбулыхчинское СП Апастовского МР                                      |
| 862 | Шапшинский                | Высокогорский     | Шапшинское СП Высокогорского МР                                         |
| 863 | Шарлиареминский           | Сармановский      | Шарлиареминское СП Сармановского МР                                     |
| 864 | Шаршадинский              | Агрызский         | Шаршадинское СП Агрызского МР                                           |
| 865 | Шахмайкинский             | Новошешминский    | Шахмайкинское СП Новошешминского МР                                     |
| 866 | Шеланговский              | Верхнеуслонский   | Шеланговское СП Верхнеуслонского МР                                     |
| 867 | Шеморбашский              | Рыбно-Слободский  | Шеморбашское СП Рыбно-Слободского МР                                    |
| 868 | Шеморданский              | Сабинский         | Шеморданское СП Сабинского МР                                           |
| 869 | Шемяковский               | Мамадышский       | Шемяковское СП Мамадышского МР                                          |
| 870 | Шереметьевский            | Нижнекамский      | Шереметьевское СП Нижнекамского МР                                      |
| 871 | Шетнево-Тулушский         | Рыбно-Слободский  | Шетнево-Тулушское СП Рыбно-Слободского МР                               |
| 872 | Шешминский                | Черемшанский      | Шешминское СП Черемшанского МР                                          |
| 873 | Шибашинский               | Алькеевский       | Шибашинское СП Алькеевского МР                                          |
| 874 | Шигалеевский              | Пестречинский     | Шигалеевское СП Пестречинского МР                                       |
| 875 | Шикшинский                | Сабинский         | Шикшинское СП Сабинского МР                                             |
| 876 | Шильнебашский             | Тукаевский        | Шильнебашское СП Тукаевского МР                                         |
| 877 | Шингальчинский            | Нижнекамский      | Шингальчинское СП Нижнекамского МР                                      |
| 878 | Шишинерский               | Балтасинский      | Шишинерское СП Балтасинского МР                                         |
| 879 | Шланговский               | Дрожжановский     | Шланговское СП Дрожжановского МР                                        |
| 880 | Шубанский                 | Балтасинский      | Шубанское СП Балтасинского МР                                           |
| 881 | Шуганский                 | Муслюмовский      | Шуганское СП Муслюмовского МР                                           |
| 882 | Шугуровский               | Лениногорский     | Шугуровское СП Лениногорского МР                                        |
| 883 | Шуманский                 | Высокогорский     | Шуманское СП Высокогорского МР                                          |
| 884 | Шумбутский                | Рыбно-Слободский  | Шумбутское СП Рыбно-Слободского МР                                      |
| 885 | Шумковский                | Рыбно-Слободский  | Шумковское СП Рыбно-Слободского МР                                      |
| 886 | Шурабашский               | Арский            | Новокинерское СП Арского МР                                             |
| 887 | Шушмабашский              | Арский            | Ташкичинское, Шушмабашское СП Арского МР                                |
| 888 | Щербенский                | Аксубаевский      | Щербенское СП Аксубаевского МР                                          |
| 889 | Эбалаковский              | Кайбицкий         | Эбалаковское СП Кайбицкого МР                                           |
| 890 | Энтуганский               | Буинский          | Энтуганское СП Буинского МР                                             |
| 891 | Юлбатский                 | Сабинский         | Юлбатское СП Сабинского МР                                              |
| 892 | Юлсубинский               | Рыбно-Слободский  | Юлсубинское СП Рыбно-Слободского МР                                     |
| 893 | Юртовский                 | Мензелинский      | Аюское, Юртовское СП Мензелинского МР                                   |
| 894 | Ютазинский                | Ютазинский        | Ютазинское СП Ютазинского МР                                            |
| 895 | Юхмачинский               | Алькеевский       | Юхмачинское СП Алькеевского МР                                          |
| 896 | Юшадинский                | Мензелинский      | Юшадинское СП Мензелинского МР                                          |
| 897 | Ядыгерьский               | Кукморский        | Ядыгерьское СП Кукморского МР                                           |
| 898 | Якинский                  | Мамадышский       | Якинское СП Мамадышского МР                                             |
| 899 | Яковлевский               | Елабужский        | Яковлевское СП Елабужского МР                                           |
| 900 | Якушкинский               | Нурлатский        | Якушкинское СП Нурлатского МР                                           |
| 901 | Ялкынский                 | Алексеевский      | Ялкынское СП Алексеевского МР                                           |
| 902 | Ямашинский                | Альметьевский     | Ямашинское СП Альметьевского МР                                         |
| 903 | Ямашский                  | Альметьевский     | Ямашское СП Альметьевского МР                                           |
| 904 | Ямашурминский             | Высокогорский     | Ямашурминское СП Высокогорского МР                                      |
| 905 | Ямбулатовский             | Верхнеуслонский   | Ямбулатовское СП Верхнеуслонского МР                                    |
| 906 | Ямбухтинский              | Спасский          | Ямбухтинское СП Спасского МР                                            |
| 907 | Яна-Булякский             | Тукаевский        | Яна-Булякское СП Тукаевского МР                                         |
| 908 | Янга-Салский              | Арский            | Янга-Салское СП Арского МР                                              |
| 909 | Янгасалский               | Камско-Устьинский | Янгасалское СП Камско-Устьинского МР                                    |
| 910 | Янгуловский               | Балтасинский      | Янгуловское СП Балтасинского МР                                         |
| 911 | Янурусовский              | Сармановский      | Янурусовское СП Сармановского МР                                        |
| 912 | Янцеварский               | Пестречинский     | Янцеварское СП Пестречинского МР                                        |
| 913 | Яныльский                 | Кукморский        | Яныльское СП Кукморского МР                                             |
| 914 | Ятмас-Дусаевский          | Кукморский        | Ятмас-Дусаевское СП Кукморского МР                                      |
| 915 | Яшевский                  | Буинский          | Яшевское СП Буинского МР                                                |

### Упразднённые сельсоветы

#### Сельсоветы, упразднённые до 2005 года
| №  | Сельсовет              | Подчинение             | Год  | Комментарий |
| -- | ---------------------- | ---------------------- | ---- | --- |
| 1  | Аксумлинский           | Октябрьский район      | 1997 | объединён с Курмышским сельсоветом                                                                                |
| 2  | Апастовский            | Апастовский район      | 2004 | с. Апастово преобразовано в пгт                                                                                   |
| 3  | Балтасинский           | Балтасинский район     | 2004 | с. Балтаси преобразовано в пгт                                                                                    |
| 4  | Вознесенский           | Высокогорский район    | 1998 | д. Вознесенское включена в черту г. Казани                                                                        |
| 5  | Голубое Озеро, посёлок | Высокогорский район    | 1998 | включён в черту г. Казани                                                                                         |
| 6  | Займище, село          | Зеленодольский район   | 2004 | включено в черту г. Казани                                                                                        |
| 7  | Кадышевский            | Высокогорский район    | 1998 | с. Борисоглебское, Кадышево, д. Щербаково включены в черту г. Казани, п. Озёрный передан в Семиозерский сельсовет |
| 8  | Нижненурлатский        | Нурлатский район       | 2001 | д. Верхний Нурлат и Нижний Нурлат включены в черту г. Нурлата                                                     |
| 9  | Нижнечелнинский        | Нурлатский район       | 1998 | объединён со Старочелнинским сельсоветом                                                                          |
| 10 | Рыбно-Слободский       | Рыбно-Слободский район | 2004 | с. Рыбная Слобода преобразовано в пгт                                                                             |
| 11 | Сабинский              | Сабинский район        | 2004 | с. Богатые Сабы преобразовано в пгт                                                                               |
| 12 | Салмачинский сельсовет | Пестречинский район    | 2005 | д. Куюки передана в Богородский сельсовет                                                                         |
| 13 | Старобурундуковский    | Буинский район         | 1998 | разделён между Бюрганским и новообразованным Кошки-Шемякинским сельсоветами                                       |
| 14 | Ямашевский             | Рыбно-Слободский район | 2001 | объединён с Юлсубинским сельсоветом                                                                               |

#### Сельсоветы, упразднённые после 2005 года
Упразднение Константиновского сельсовета до 2011 года в ОКАТО не было отражено.
| № | Сельсовет           | Подчинение          | Муниципальное образование             | Год  | Комментарий                                                |
| - | ------------------- | ------------------- | ------------------------------------- | ---- | ---------------------------------------------------------- |
| 1 | Большедербышкинский | Казань, город       | Казань, городской округ               | 2006 |                                                            |
| 2 | Константиновский    | Высокогорский район | Константиновское СП Высокогорского МР | 2008 | с.н.п. включены в черту г. Казани; 2011: исключён из ОКАТО |

### Территориальные обмены с участием сельсоветов
В списках указаны в том числе случаи образования новых сельсоветов в результате разделения.

#### Территориальные обмены 1989—2005 годов
| №  | АТЕ                             | Подчинение                                       | Год       | Комментарий |
| -- | ------------------------------- | ------------------------------------------------ | --------- | --- |
| 1  | Абалачевский сельсовет          | Менделеевский район                              | 2002      | выделен Брюшлинский сельсовет                                                                                                  |
| 2  | Абдрахмановский сельсовет       | Альметьевский район                              | 2005      | выделен Тайсугановский сельсовет                                                                                               |
| 3  | Александровский сельсовет       | Бавлинский район                                 | 1995      | с. Васькино Туйралы и д. Дубовка переданы в Потапово-Тумбарлинский сельсовет                                                   |
| 4  | Аппаковский сельсовет           | Альметьевский район                              | 1998      | выделен Бутинский сельсовет |
| 5  | Аюский сельсовет                | Мензелинский район                               | 2002      | из подчинения г. Мензелинска и Аюского сельсовета выделен Юртовский сельсовет                                                  |
| 6  | Байлянгарский сельсовет         | Кукморский район                                 | 1998      | выделен Каенсарский сельсовет                                                                                                  |
| 7  | Байрашевский сельсовет          | Тетюшский район                                  | 1998      | выделен Алабердинский сельсовет                                                                                                |
| 8  | Баландышский сельсовет          | Тюлячинский район                                | 1999      | выделен Айдаровский сельсовет                                                                                                  |
| 9  | Балтачевский сельсовет          | Азнакаевский район                               | 2002      | выделен Тойкинский сельсовет                                                                                                   |
| 10 | Беденьгинский сельсовет         | Тетюшский район                                  | 1998      | выделен Бессоновский сельсовет                                                                                                 |
| 11 | Белкинский сельсовет            | Пестречинский район                              | 1998      | выделен Кобяковский сельсовет                                                                                                  |
| 12 | Берёзкинский сельсовет          | Высокогорский район                              | 1995      | выделен Чиршинский сельсовет                                                                                                   |
| 13 | Бикбуловский сельсовет          | Мензелинский район                               | 1995      | д. Калмурзино передана в Староматвеевский сельсовет                                                                            |
| 14 | Биляр-Озерский сельсовет        | Нурлатский район                                 | 1998      | из Биляр-Озерского и Степноозерского сельсоветов выделен Гайтанкинский сельсовет                                               |
| 15 | Богородский сельсовет           | Пестречинский район                              | 1995      | д. Куюки передана в Салмачинский сельсовет                                                                                     |
| 16 | Большеатрясский сельсовет       | Тетюшский район                                  | 1995      | выделен Малоатрясский сельсовет                                                                                                |
| 17 | Большедербышкинский сельсовет   | Высокогорский район / г. Казань, Советский район | 1998      | с. Большие Дербышки, д. Кульсеитово, Малые Дербышки, п. сан. «Крутушка» включены в черту г. Казани                             |
| 18 | Большеелгинский сельсовет       | Рыбно-Слободский район                           | 2001      | выделен Сорочье-Горский сельсовет                                                                                              |
| 19 | Большекайбицкий сельсовет       | Кайбицкий район                                  | 1998      | выделен Кушманский сельсовет                                                                                                   |
| 20 | Большенуркеевский сельсовет     | Сармановский район                               | 2002      | выделен Шарлиареминский сельсовет                                                                                              |
| 21 | Большеныртинский сельсовет      | Сабинский район                                  | 1995      | из Большеныртинского и Староикшурминского сельсоветов выделен Арташский сельсовет                                              |
| 22 | Большешемякинский сельсовет     | Тетюшский район                                  | 1998      | выделен Малобисяринский сельсовет                                                                                              |
| 23 | Буревестниковский сельсовет     | Новошешминский район                             | 1995      | выделен Акбуринский сельсовет                                                                                                  |
| 24 | Бюрганский сельсовет            | Буинский район                                   | 1998      | выделены Кошки-Теняковский и Кошки-Шемякинский сельсоветы                                                                      |
| 25 | Введенско-Слободский сельсовет  | Верхнеуслонский район                            | 1998      | с. Свияжск передано в Зеленодольский район, образован Свияжский сельсовет                                                      |
| 26 | Верхнеаткозинский сельсовет     | Апастовский район                                | 1995      | д. Имянле-Буртас, с. Малые Меми, п. Малалла, Новое Патрикеево переданы в Кайбицкий район, образован Маломеминский сельсовет    |
| 27 | Высокогорский сельсовет         | Высокогорский район                              | 1998      | с. Аки, Киндери, п. Новая Сосновка включены в черту г. Казани                                                                  |
| 28 | Деушевский сельсовет            | Апастовский район                                | 1998      | выделен Куштовский сельсовет                                                                                                   |
| 29 | Елаурский сельсовет             | Нурлатский район                                 | 1998      | д. Турнояс передана в Зареченский сельсовет                                                                                    |
| 30 | Елховский сельсовет             | Альметьевский район                              | 2005      | д. Кзыл Кеч передана в Нижнеабдуловский сельсовет                                                                              |
| 31 | Зареченский сельсовет           | Нурлатский район                                 | 2000      | п. Бутаиха передан в Мамыковский сельсовет                                                                                     |
| 32 | Казкеевский сельсовет           | Актанышский район                                | 2002      | выделен Аишевский сельсовет |
| 33 | Кайбицкий сельсовет             | Буинский район                                   | 1999      | выделен Нурлатский сельсовет                                                                                                   |
| 34 | Камаевский сельсовет            | Менделеевский район                              | 2005      | выделен Енабердинский сельсовет                                                                                                |
| 35 | Кзыл-Тауский сельсовет          | Апастовский район                                | 1998      | выделен Тутаевский сельсовет                                                                                                   |
| 36 | Кляшевский сельсовет            | Тетюшский район                                  | 1998      | выделен Тоншерминский сельсовет                                                                                                |
| 37 | Константиновский сельсовет      | Высокогорский район                              | 1998      | с. Большие Клыки и Малые Клыки включены в черту г. Казани                                                                      |
| 38 | Кошки-Новотимбаевский сельсовет | Тетюшский район                                  | 1998      | выделен Починок-Ново-Льяшевский сельсовет                                                                                      |
| 39 | Кошкинский сельсовет            | Кукморский район                                 | 1998      | выделен Туембашский сельсовет                                                                                                  |
| 40 | Кощаковский сельсовет           | Пестречинский район                              | 2002      | выделен Званковский сельсовет                                                                                                  |
| 41 | Красносельский сельсовет        | Высокогорский район                              | 1995      | из Красносельского и Усадского сельсоветов выделен Дачный сельсовет                                                            |
| 42 | Краснослободский                | Спасский район                                   | 2005      | выделен Приволжский сельсовет                                                                                                  |
| 43 | Круглопольский сельсовет        | г. Набережные Челны                              | 2005      | передан в Тукаевский район, п. Новый Биклянь переименован в Круглое Поле                                                       |
| 44 | Кунгерский сельсовет            | Атнинский район                                  | 1999      | из Кунгерского и Кшкловского сельсоветов выделен Узюмский сельсовет                                                            |
| 45 | Курмышский сельсовет            | Октябрьский район / с 1997 Нурлатский район      | 1990 2001 | 1990: выделен Верхне-Нурлатский сельсовет (с 1998 Нижненурлатский); 2001: д. Курмыш и п. Тарн-Варн включены в черту г. Нурлата |
| 46 | Кшкловский сельсовет            | Атнинский район                                  | 1999      | из Кунгерского и Кшкловского сельсоветов выделен Узюмский сельсовет                                                            |
| 47 | Ленинско-Кокушкинский сельсовет | Пестречинский район                              | 1998      | выделен Надеждинский сельсовет                                                                                                 |
| 48 | Лякинский сельсовет             | Сармановский район                               | 1998      | выделен Вкрхне-Чершилинский сельсовет                                                                                          |
| 49 | Маметьевский сельсовет          | Альметьевский район                              | 1998      | выделен Кичучатовский сельсовет                                                                                                |
| 50 | Масягутовский сельсовет         | Азнакаевский район                               | 1999      | выделен Ильбяковский сельсовет                                                                                                 |
| 51 | Мензелинск, город               | Мензелинский район                               | 2002      | из подчинения г. Мензелинска и Аюского сельсовета выделен Юртовский сельсовет                                                  |
| 52 | Миннибаевский сельсовет         | Альметьевский район                              | 1998      | выделен Верхнемактаминский сельсовет                                                                                           |
| 53 | Мульминский сельсовет           | Высокогорский район                              | 1995      | из Мульминского, Чепчуговского и Ямашурминского сельсоветов выделен Иске-Казанский сельсовет                                   |
| 54 | Нарат-Елгинский сельсовет       | Чистопольский район                              | 1995      | выделен Чистопольский сельсовет                                                                                                |
| 55 | Нижнекондратинский сельсовет    | Чистопольский район                              | 1996      | выделен Верхнекондратинский сельсовет                                                                                          |
| 56 | Нижнетураминский сельсовет      | Нижнекамский район                               | 1995      | п. Камский, Первомайский, Самоновка, с. Оша переданы в Шереметьевский сельсовет                                                |
| 57 | Николаевский сельсовет          | Мензелинский район                               | 2002      | из Николаевского и Новомазинского сельсоветов выделен Юшадинский сельсовет                                                     |
| 58 | Новоиглайкинский сельсовет      | Нурлатский район                                 | 2001      | п. Нурлат включён в черту г. Нурлата                                                                                           |
| 59 | Новомазинский сельсовет         | Мензелинский район                               | 2002      | из Николаевского и Новомазинского сельсоветов выделен Юшадинский сельсовет                                                     |
| 60 | Новонадыровский сельсовет       | Альметьевский район                              | 1995      | выделен Кама-Исмагиловский сельсовет                                                                                           |
| 61 | Ныртинский сельсовет            | Кукморский район                                 | 1995 1998 | 1995: выделен Ятмас-Дусаевский сельсовет; 1998: п. Первое Мая, д. Ямбулат-Пустошь переданы в Ятмас-Дусаевский сельсовет        |
| 62 | Песчано-Ковалинский сельсовет   | Лаишевский район                                 | 1998      | выделен Матюшинский сельсовет, п. Петровский включён в черту г. Казани                                                         |
| 63 | Псеевский сельсовет             | Менделеевский район                              | 2002      | выделен Тойгузинский сельсовет                                                                                                 |
| 64 | Рунгинский сельсовет            | Буинский район                                   | 1998      | выделен Малобуинковский сельсовет                                                                                              |
| 65 | Саклов-Башский сельсовет        | Сармановский район                               | 1998      | выделен Старо-Имянский сельсовет                                                                                               |
| 66 | Салмачинский сельсовет          | Пестречинский район                              | 2001 2005 | 2001: д. Вишнёвка и с. Салмачи включены в черту г. Казани; 2005: д. Куюки передана в Богородский сельсовет                     |
| 67 | Село-Чуринский сельсовет        | Кукморский район                                 | 1998      | выделен Лельвижский сельсовет                                                                                                  |
| 68 | Староаймановский сельсовет      | Актанышский район                                | 2002      | выделен Усинский сельсовет |
| 69 | Староалпаровский сельсовет      | Алькеевский район                                | 1995      | д. Новое Камкино передана в Старокамкинский сельсовет                                                                          |
| 70 | Староикшурминский сельсовет     | Сабинский район                                  | 1995      | из Большеныртинского и Староикшурминского сельсоветов выделен Арташский сельсовет                                              |
| 71 | Староисаковский сельсовет       | Бугульминский район                              | 1998      | выделен Восточный сельсовет |
| 72 | Староромашкинский сельсовет     | Чистопольский район                              | 2002      | выделен Исляйкинский сельсовет                                                                                                 |
| 73 | Старостуденецкий сельсовет      | Буинский район                                   | 1998      | выделен Мещеряковский сельсовет                                                                                                |
| 74 | Старосуркинский сельсовет       | Альметьевский район                              | 1999      | выделен Васильевский сельсовет                                                                                                 |
| 75 | Старочекалдинский сельсовет     | Агрызский район                                  | 1995      | выделен Кадряковский сельсовет                                                                                                 |
| 76 | Степноозерский сельсовет        | Нурлатский район                                 | 1998      | из Биляр-Озерского и Степноозерского сельсоветов выделен Гайтанкинский сельсовет                                               |
| 77 | Сунчелеевский сельсовет         | Аксубаевский район                               | 1995      | п. Котловка передан в Трудолюбовский сельсовет                                                                                 |
| 78 | Сюкеевский сельсовет            | Камско-Устьинский район                          | 2000      | выделен Балтачевский сельсовет                                                                                                 |
| 79 | Татарско-Суксинский сельсовет   | Актанышский район                                | 1995 2002 | 1995: д. Буляк передана в Татарско-Ямалинский сельсовет; 2002: выделен Ново-Курмашевский сельсовет                             |
| 80 | Татарско-Ходяшевский сельсовет  | Пестречинский район                              | 1998      | выделен Пановский сельсовет |
| 81 | Татарско-Челнинский сельсовет   | Менделеевский район                              | 2005      | выделен Мунайкинский сельсовет                                                                                                 |
| 82 | Татарско-Ямалинский сельсовет   | Актанышский район                                | 2002      | выделен Масадинский сельсовет                                                                                                  |
| 83 | Теньковский сельсовет           | Камско-Устьинский район                          | 2000      | выделен Осинниковский сельсовет                                                                                                |
| 84 | Тимерлекский сельсовет          | Нурлатский район                                 | 2000      | с. Кирпичное, д. Сосновка переданы в Елаурский сельсовет                                                                       |
| 85 | Уразлинский сельсовет           | Камско-Устьинский район                          | 1992      | с. Заовражный Каратай (Заовражное Каратаево) включено в черту пгт Камское Устье (в ОКАТО до 2002)                              |
| 86 | Уруссинский сельсовет           | Ютазинский район                                 | 2002      | выделен Абсалямовский сельсовет                                                                                                |
| 87 | Урюмский сельсовет              | Тетюшский район                                  | 1998 2000 | 1998: выделены Богдашкинский и Ивановский сельсоветы; 2000: с. Пролей-Каша передано в Ивановский сельсовет                     |
| 88 | Усадский сельсовет              | Высокогорский район                              | 1995      | выделены Дачный и Чернышевский сельсоветы (в ОКАТО с 1998)                                                                     |
| 89 | Фёдоровский сельсовет           | Кайбицкий район                                  | 1998 2000 | выделены Муралинский (1998) и Кулангинский (2000) сельсоветы                                                                   |
| 90 | Чемодуровский сельсовет         | Азнакаевский район                               | 2005      | выделен Бирючевский сельсовет                                                                                                  |
| 91 | Чепчуговский сельсовет          | Высокогорский район                              | 1995      | из Мульминского, Чепчуговского и Ямашурминского сельсоветов выделен Иске-Казанский сельсовет                                   |
| 92 | Чулпановский сельсовет          | Нурлатский район                                 | 1998      | с. Ерыкла передано в Биляр-Озерский сельсовет                                                                                  |
| 93 | Шуганский сельсовет             | Муслюмовский район                               | 1998      | выделен Большечекмакский сельсовет                                                                                             |
| 94 | Юлсубинский сельсовет           | Рыбно-Слободский район                           | 1991 1998 | выделены Кукеевский (1991) и Ямашевский (1998) сельсоветы                                                                      |
| 95 | Ямашурминский сельсовет         | Высокогорский район                              | 1995      | из Мульминского, Чепчуговского и Ямашурминского сельсоветов выделен Иске-Казанский сельсовет                                   |
| 96 | Яшевский сельсовет              | Буинский район                                   | 1995      | п. Новые Тинчали и с. Русские Кищаки переданы в Киятский сельсовет                                                             |

#### Территориальные обмены 2006—2011 годов
Данные обмены не были отражены в ОКАТО.
| № | Сельсовет         | Район         | Муниципальное образование         | Год  | Комментарий                                 |
| - | ----------------- | ------------- | --------------------------------- | ---- | ------------------------------------------- |
| 1 | Богородский       | Пестречинский | Богородское СП Пестречинского МР  | 2008 | д. Чернопенье включена в черту г. Казани    |
| 2 | Булдырский        | Чистопольский | Булдырское СП Чистопольского МР   | 2009 | п. Ерыклинский включён в черту г. Чистополя |
| 3 | Нижненаратбашский | Буинский      | Нижненаратбашское СП Буинского МР | 2009 | п. Васильевка включён в черту г. Буинска    |

### Переименованные сельсоветы
| №  | Старое название        | Район                   | Год  | Новое название          |
| -- | ---------------------- | ----------------------- | ---- | ----------------------- |
| 1  | Байматский             | Тетюшский               | 1998 | Лаптевский              |
| 2  | Большемереткозинский   | Камско-Устьинский район | 2000 | Большесалтыковский      |
| 3  | Коногоровский          | Бугульминский           | 1998 | Вязовский               |
| 4  | Коратунский            | Апастовский             | 2002 | Каратунский             |
| 5  | Курмышский             | Нурлатский              | 2005 | Ахметовский             |
| 6  | Кутушский              | Черемшанский            | 2005 | Старокутушский          |
| 7  | Лельвяжский            | Кукморский              | 1998 | Лельвижский             |
| 8  | Малобисярский          | Тетюшский район         | 2005 | Малобисяринский         |
| 9  | Нижнеабдуловский       | Альметьевский           | 2005 | Нижнеабдулловский       |
| 10 | Новобаранский          | Спасский                | 2000 | Чэчэклинский            |
| 11 | Новокашировский        | Альметьевский           | 2005 | Новокаширский           |
| 12 | Петровский             | Сармановский            | 2000 | Петровско-Заводской     |
| 13 | Починок-новольяшевский | Тетюшский               | 1998 | Починок-Ново-Льяшевский |
| 14 | Русскоакташский        | Альметьевский           | 2005 | Русско-Акташский        |
| 15 | Сардек-Башский         | Кукморский              | 2005 | Сардекбашский           |
| 16 | Старо-Имяновский       | Сармановский            | 1999 | Старо-Имянский          |
| 17 | Старосалманский        | Алькеевский             | 2005 | Старосалмановский       |
| 18 | Столбишенский          | Лаишевский              | 1999 | Столбищенский           |
| 19 | Янга-Булякский         | Тукаевский              | 2005 | Яна-Булякский           |

### Включение бывших посёлков городского типа в сельсоветы
Бывшие посёлки городского типа (рабочие посёлки) были преобразованы в сельские населённые пункты (сёла) и включены в сельсоветы.
| № | Сельсовет        | Район         | Год  | Бывший пгт (и, если есть, подчинявшиеся ему с.н.п.) |
| - | ---------------- | ------------- | ---- | --------------------------------------------------- |
| 1 | Актанышский      | Актанышский   | 1991 | Актаныш                                             |
| 2 | Зеленорощинский  | Лениногорский | 2004 | Зелёная Роща, с. Спиридоновка                       |
| 3 | Лубянский        | Кукморский    | 2002 | Лубяны, с. Сердоусь, Чулыгино                       |
| 4 | Муслюмовский     | Муслюмовский  | 1991 | Муслюмово, д. Катмыш                                |
| 5 | Русско-Акташский | Альметьевский | 2004 | Русский Акташ, ж/д ст. Акташ                        |
| 6 | Шеморданский     | Сабинский     | 2005 | Шемордан, д. Кырбаш, с. Мичанбаш                    |
| 7 | Шугуровский      | Лениногорский | 2004 | Шугурово                                            |

### Горсоветы и поссоветы
Горсоветы и поссоветы по состоянию на 1 января 1997 года. Из горсоветов городов республиканского подчинения указан только Альметьевский.
| №  | Горсовет / поссовет   | Тип      | Район / город респ. подч. | Населённые пункты                                           |
| -- | --------------------- | -------- | ------------------------- | ----------------------------------------------------------- |
| 1  | Агрызский             | горсовет | Агрызский                 | г. Агрыз                                                    |
| 2  | Аксубаевский          | поссовет | Аксубаевский              | пгт Аксубаево                                               |
| 3  | Актюбинский           | поссовет | Азнакаевский              | пгт Актюбинский                                             |
| 4  | Алексеевский          | поссовет | Алексеевский              | пгт Алексеевское, д. Зотеевка, Сабакайка                    |
| 5  | Альметьевский         | горсовет | Альметьевск               | г. Альметьевск, пгт Нижняя Мактама                          |
| 6  | Арский                | поссовет | Арский                    | пгт Арск, д. Васильева Бужа                                 |
| 7  | Бавлинский            | поссовет | Бавлинский                | пгт Бавлы                                                   |
| 8  | Болгарский            | горсовет | Спасский                  | г. Болгар, с. Болгары                                       |
| 9  | Буинский              | горсовет | Буинский                  | г. Буинск                                                   |
| 10 | Васильевский          | поссовет | Зеленодольский            | пгт Васильево                                               |
| 11 | Дербёшкинский         | поссовет | Актанышский               | пгт Дербёшкинский                                           |
| 12 | Джалильский           | поссовет | Сармановский              | пгт Джалиль                                                 |
| 13 | Зеленорощинский       | поссовет | Лениногорский             | пгт Зелёная Роща, с. Спиридоновка                           |
| 14 | Камско-Полянский      | поссовет | Нижнекамский              | пгт Камские Поляны                                          |
| 15 | Камско-Устьинский     | поссовет | Камско-Устьинский         | пгт Камское Устье                                           |
| 16 | Карабашский           | поссовет | Бугульминский             | пгт Карабаш, д. Иркен                                       |
| 17 | Куйбышевско-Затонский | поссовет | Камско-Устьинский         | пгт Куйбышевский Затон                                      |
| 18 | Кукморский            | поссовет | Кукморский                | пгт Кукмор                                                  |
| 19 | Лаишевский            | поссовет | Лаишевский                | пгт Лаишево, д. Старая Пристань                             |
| 20 | Лубянский             | поссовет | Кукморский                | пгт Лубяны, с. Сердоусь, Чулыгино                           |
| 21 | Мамадышский           | горсовет | Мамадышский               | г. Мамадыш                                                  |
| 22 | Менделеевскский       | горсовет | Менделеевский             | г. Менделеевск                                              |
| 23 | Мензелинский          | горсовет | Мензелинский              | г. Мензелинск, с. Юртово                                    |
| 24 | Нижневязовский        | поссовет | Зеленодольский            | пгт Нижние Вязовые, д. Малые Юрты, Русские Ширданы, Улитино |
| 25 | Нурлатский            | горсовет | Октябрьский               | г. Нурлат                                                   |
| 26 | Русско-Акташский      | поссовет | Альметьевский             | пгт Русский Акташ                                           |
| 27 | Тетюшский             | горсовет | Тетюшский                 | г. Тетюши, д. Красная Поляна, Любимовка                     |
| 28 | Уруссинский           | поссовет | Ютазинский                | пгт Уруссу                                                  |
| 29 | Шеморданский          | поссовет | Сабинский                 | пгт Шемордан                                                |
| 30 | Шугуровский           | поссовет | Лениногорский             | пгт Шугурово                                                |